# Middelheimmuseum
Het Middelheimmuseum is een Belgisch openluchtmuseum voor moderne en hedendaagse beeldhouwkunst. Het is gelegen in het Middelheimpark, onderdeel van het Nachtegalenpark, te Antwerpen. Het beeldenpark is zo’n dertig hectare groot. Het museum is het oudste van zijn soort en geniet internationale bekendheid. Het werd in 1951 geopend onder de naam Openluchtmuseum voor Beeldhouwkunst Middelheim.
Het museum trok in 2022 zo'n 535.000 bezoekers. Het is regelmatig het best bezochte museum van de provincie Antwerpen, en zelfs van Vlaanderen. Het museum is gratis en openbaar toegankelijk. Enkele van de bekendste werken zijn Balzac van Auguste Rodin, Het zotte geweld van Rik Wouters, Misconceivable, bekend als De kromme boot, van Erwin Wurm, The bridge without a name van Ai Weiwei en King and Queen van Henry Moore.

## Geschiedenis

### Eerste vermeldingen (14e-15e eeuw)
De oorsprong van het toponiem Middelheim is onduidelijk. Het stamt mogelijk uit de vroege middeleeuwen, en meer bepaald de Frankische tijd. In 1342 werd de naam voor het eerst gebruikt in een geschreven bron, weliswaar in het Middelnederlands als Middelhem. Het gebied behoorde in deze periode toe aan de kartuizers. Laureys van Aerschot de Jonge, een Antwerps schepen, was de eigenaar in 1399. Er werd dan gesproken van Middelheem. Een eeuw later, in 1499, werd het domein voor het eerst beschreven in een huurcontract.

[…] syn huys dat begrauen is, metten stalle & duyfhuyse, bogaerde, bosschen, met hueren grachten ende houtwasse rontomme.([…] zijn omwaterd huis met stallen, duifhuis, boomgaarden, bossen met grachten en struikgewas rondom.)
— Beschrijving domein in huurcontract, 1499

### Geliefd vrijetijdsdomein voor de elite (16e-19e eeuw)

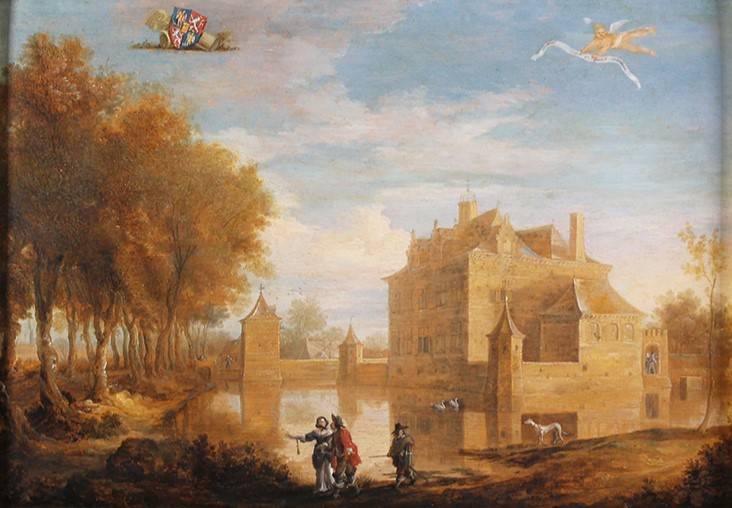
Het eerste bekende werk van het Middelheimkasteel, geschilderd in de zeventiende eeuw. Het schilderij bevindt zich in het Brusselse Broodhuis.

Het domein groeide tijdens de zestiende eeuw uit tot een zomerverblijf. Hier zouden tot het begin van de twintigste eeuw verschillende welgestelde Antwerpse families resideren. In 1563 werd het beschreven als een Hof van plaisantie. Een schilderij uit de zeventiende eeuw toont hoe het kasteel er destijds uitzag. In 1645 werd gesproken van een stenen huis van plaisantie dat op een omwaterde berg staat. Het domein kwam dat jaar in handen van Jan I van Weerden, die toen burgemeester van Antwerpen was. Hij kocht het van Lodewijk Doncker. Jan II van Weerden, de zoon van Jan I, vormde het kasteel en de omliggende gronden om naar zijn wensen. Een van zijn verwezenlijkingen was de aanleg van een dreef met zomerlinden, die later de Middelheimlaan zou worden. Bovendien maakte hij van het domein een fideï-commis. Hierdoor werd het een onvervreemdbaar familie-erfgoed. Gedurende de achttiende eeuw maakte het domein net als de rest van het Hertogdom Brabant deel uit van de Oostenrijkse Nederlanden. De naam van het landgoed werd in die periode verduitst tot het huidige Middelheim.
Landmeter J.C. van Lyere beschreef het domein in 1717 als een speelhof met stenen figuren, de gebruikelijke park- en hofbeelden, alsook een kapel, bloementuin, brouwerij, galerij en poorthuis. De heer van Wilrijk, Petrus-Fransiscus-Gisbertus van Schorel, werd in 1761 eigenaar van het landgoed. Hij was een groot kunstliefhebber en bewaarde werken van onder andere Peter Paul Rubens en Antoon van Dyck in het kasteel. De familie Van Schorel bezat het domein zo’n zestig jaar. Ondertussen bouwden ze het Middelheimkasteel om naar de stijl van Lodewijk XIV van Frankrijk. Hiervoor werd de neoclassicistische Franse architect Barnabé Guimard aangesteld. Op de Ferrariskaarten uit de jaren 1770 is te zien dat het kasteel omringd was door twee grachten, met daarrond voornamelijk akkers en enkele dreven.

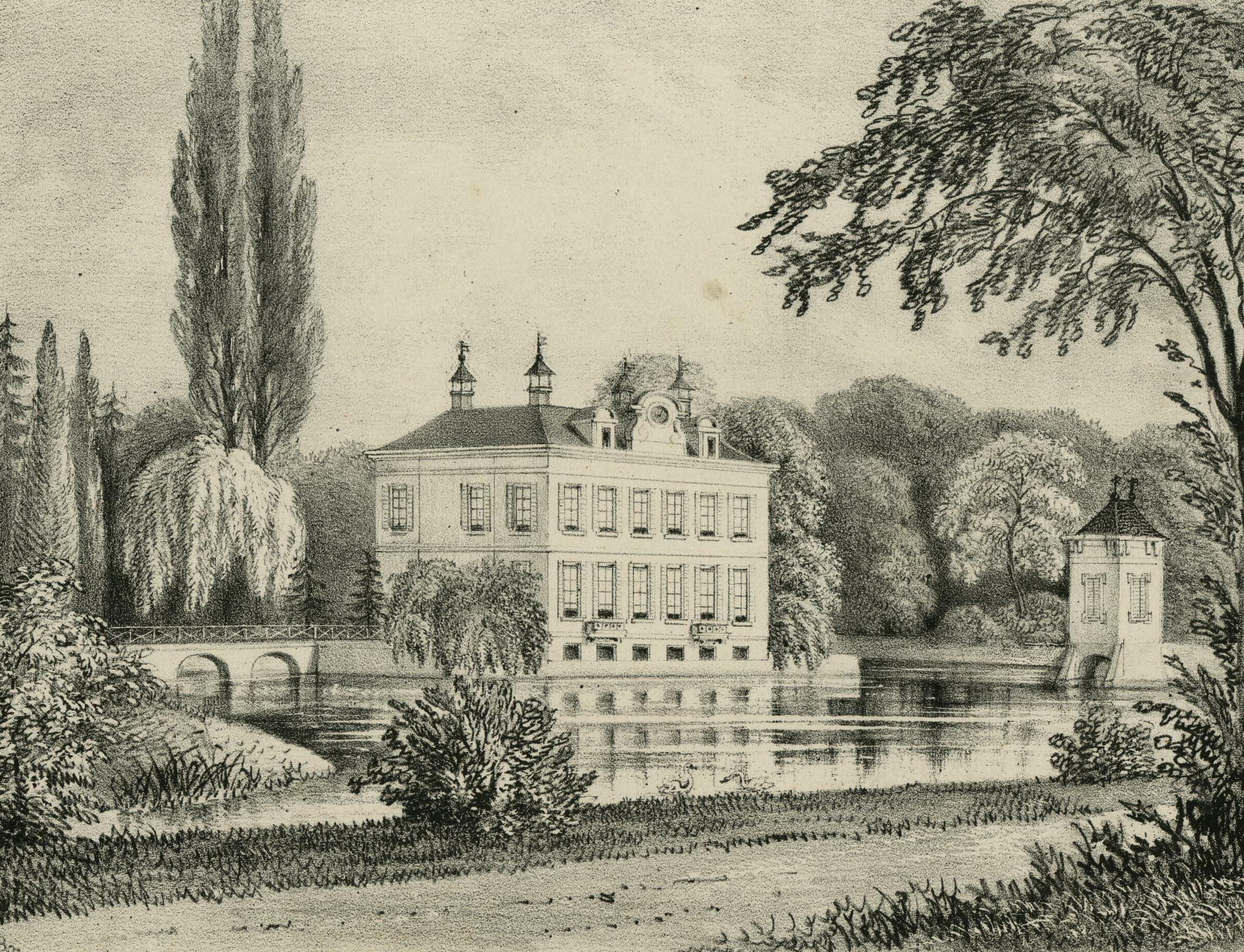
Een tekening van het Middelheimkasteel anno 1855. Het behoorde toen tot de familie Le Grelle.

Begin negentiende eeuw werd de Franse ridder Édouard Parthon de Von, lid van de adellijke familie Parthon de Von, eigenaar van het landgoed. Hier schreef hij tweehonderd fabels, die in 1843 in het boek Fables werden gepubliceerd. Hij was daarnaast een plantenliefhebber, en liet bijgevolg enkele serres en een oranjerie bouwen. Hierin bracht hij zijn botanische collectie onder. Het grootste deel van deze collectie werd in 1842 mee aangekocht door Edmond Le Grelle. De familie Le Grelle, eveneens van adel, vormde de strakke, symmetrische tuin halverwege de negentiende eeuw om tot een tuin in vroeg-landschappelijke stijl. Op 22 juli 1872 werden het kasteel en de omliggende domeinen, in totaal ruim 44 hectare, opnieuw te koop gezet. Het landgoed werd door andere leden van de familie Le Grelle aangekocht.
Het kasteeldomein raakte in de jaren daarna in verval. Het landschap rond Middelheim en de nabije kasteeldomeinen Den Brandt en Vogelzang begon bovendien te verstedelijken. Een vierde gebied, het Wilrycksche Plein, dreigde hetzelfde lot te ondergaan. Dit gebied was militair domein, eigendom van de Belgische staat, maar grensde aan de kasteeldomeinen. In 1905 wilde de staat het Wilrycksche Plein gratis aan de stad Antwerpen overdragen. Wel werd de voorwaarde gesteld dat er in de buurt een groot openbaar park moest komen. De stad Antwerpen besliste in 1910 om de drie kasteeldomeinen aan te kopen. Door deze aankoop werd Antwerpen eigenaar van grote stukken Wilrijks en Berchems grondgebied. In 1911 stemde de Wilrijkse gemeenteraad in met een grenscorrectie. Een wet uit 1912 legde de gebiedsafstand officieel vast. Hierdoor werd de gemeente 118 hectare kleiner. Antwerpen betaalde Wilrijk 120.000 Belgische frank ter compensatie. Daarnaast beloofde de stad om tramlijn 5 door te trekken tot het centrum van Wilrijk. Berchem kreeg in ruil een gedeelte van de wijk Zurenborg.

### Opening voor het volk, Olympische Spelen en wereldoorlogen (1911-1949)

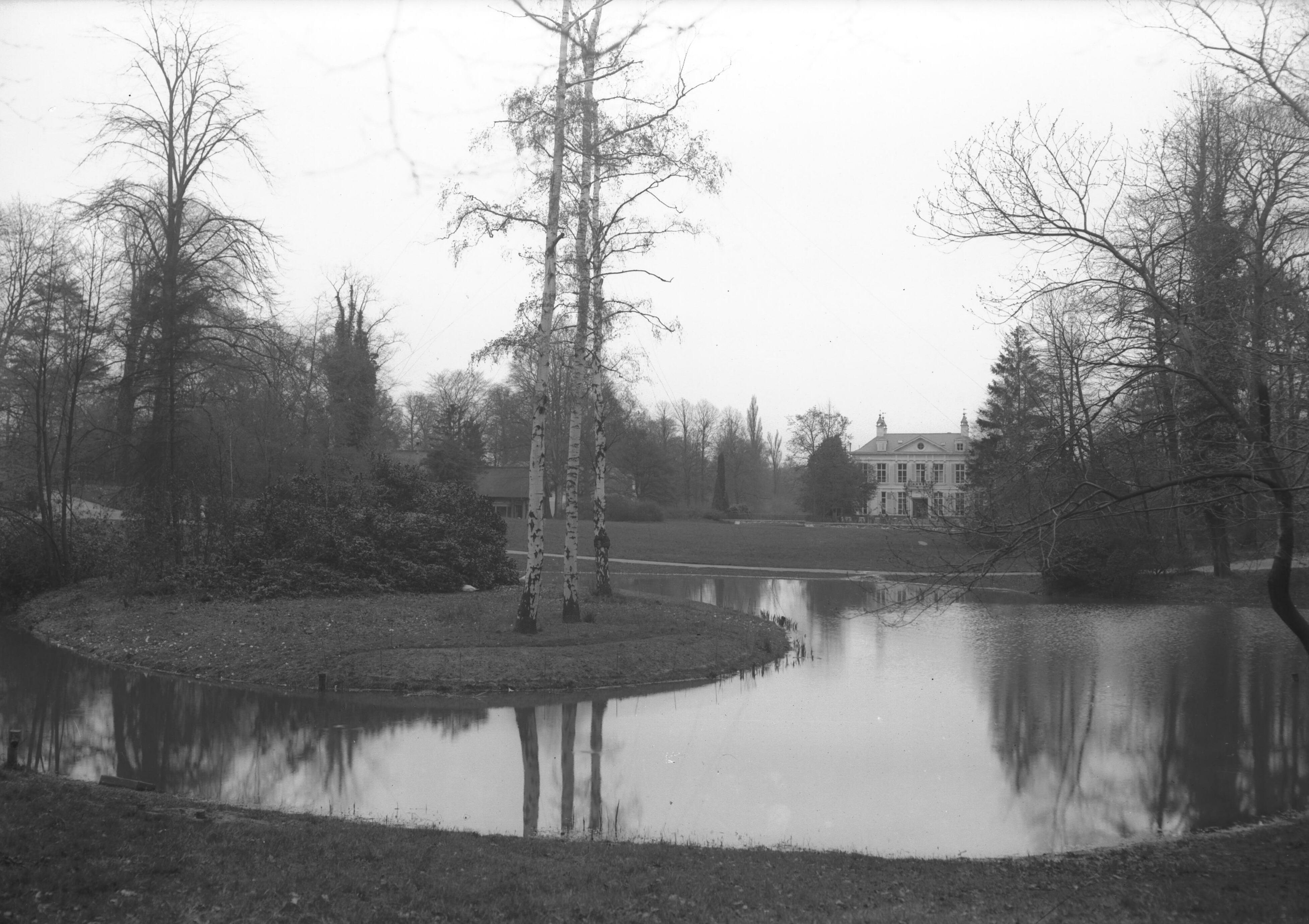
Het Middelheimpark rond 1920, met in de achtergrond het kasteel dat tot restaurant was omgebouwd.

De stad Antwerpen kwam haar belofte aan de staat na. Zodoende opende in 1911 een park bestaande uit de drie kasteeldomeinen. Het Wilrycksche Plein werd los daarvan omgevormd tot verschillende sportterreinen en een vliegveld. Het park kreeg de overkoepelende naam Nachtegalenpark. De voormalige landgoederen werden hierdoor voor het eerst toegankelijk gemaakt voor het grote publiek. De oprichters van het Nachtegalenpark beoogden echter vooral de elite als bezoekers. Er was bijvoorbeeld geen recreatieve infrastructuur aanwezig, en er waren dertig boswachters aangesteld om het park te beveiligen. In het Middelheimpark werden er bovendien regelmatig concours hippiques en andere disciplines binnen de elitaire paardensport georganiseerd. Deze traditie bleef behouden tot de jaren 1960. In 1912 werd het door architect Emiel Van Averbeke opgeknapte Middelheimkasteel geopend als restaurant. Tijdens de Eerste Wereldoorlog bleef het park grotendeels gespaard. Er vond op 2 september 1914 wel een luchtaanval met een zeppelin plaats. Deze moest het centrum van Antwerpen aanvallen, maar werd hier weggehouden door de artillerie. Bij de aanval vielen een tiental lichtgewonden.

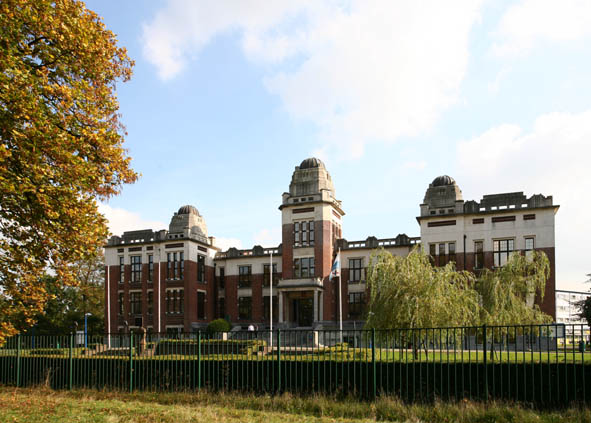
Het hoofdgebouw van de Koloniale Hogeschool in 2008. Achter dit gebouw bevindt zich het Middelheimpark.

Tijdens de daaropvolgende decennia werden verschillende delen van het Nachtegalenpark alsnog verkaveld. Zo werd in de jaren 1920 in het oosten van het Middelheimpark de Koloniale Hogeschool van België opgericht, naar een ontwerp van Walter Van Kuyck. De minister van Koloniën en kunstverzamelaar Louis Franck, afkomstig uit Antwerpen, was de bezieler van het project. Het Middelheimpark diende voor de sportieve activiteiten van de studenten, maar bleef wel toegankelijk voor de rest van de bevolking. Het Middelheimkasteel behoorde ook tot de school.
In 1920 stond het Middelheimpark voor het eerst in de internationale belangstelling. Het park vormde dat jaar het decor voor verschillende Olympische disciplines. Er werd een tijdelijk gebouw geplaatst, de Floraliënhal. Hierin werd het schermen georganiseerd. Deze discipline ging aanvankelijk plaatsvinden in het Brusselse Egmontpaleis, maar werd verplaatst. Het schermen uit de moderne vijfkamp werd eveneens in het Middelheimpark georganiseerd. Mogelijk vonden er ook hockey- en polowedstrijden plaats. Voor de Spelen begonnen, vond een banket voor de atleten plaats in de Floraliënhal.
Na de Olympische Spelen keerde de rust terug in het park, waar tot de jaren 1940 weinig noemenswaardigs plaatsvond. Wel werd in de tussentijd een eerste beeld verworven voor het park. Dit was het werk Vengé van Jef Lambeaux. Het werd in 1922 in het park geïnstalleerd, en staat er nog steeds. Op dat moment was er nog geen intentie om van het park een museum te maken. Daarnaast werd er even overwogen om de wereldtentoonstelling van 1930 er te laten doorgaan, maar dit gebeurde uiteindelijk niet. Gedurende de Tweede Wereldoorlog werd het volledige Nachtegalenpark bezet door eerst de Duitsers en later de geallieerden. In park Den Brandt bevond zich het Belgische hoofdcommando voor de Atlantikwall. Het Middelheimpark werd voornamelijk gebruikt als opslagplaats. Het park kwam zwaar gehavend uit de oorlog. Er sloeg minstens één Duitse V-bom in, en het gebied raakte doordrenkt met olie en benzine. Na het wegtrekken van de geallieerden in 1946 werd het echter snel hersteld naar de vooroorlogse toestand.
Een jaar eerder, in 1945, werd aan architect Renaat Braem gevraagd een Medisch en Heelkundig Instituut te ontwerpen. Dit nieuwe ziekenhuis was voorzien voor de terreinen ten zuiden van de Koloniale Hogeschool, eveneens in het Middelheimpark. Het ziekenhuis werd geopend in 1970. De Koloniale Hogeschool was dan al enkele jaren gesloten. Van de school zijn het hoofdgebouw, de directeurswoning en drie koloniale monumenten bewaard gebleven. Deze werden in 2011 geregistreerd als beschermd monument. Rondom deze gebouwen werden er enkele nieuwe opgetrokken. Deze vormen Campus Middelheim van de Universiteit Antwerpen. Het Medisch en Heelkundig Instituut, later omgedoopt tot ZNA Middelheim, werd in 2019 vastgesteld bouwkundig erfgoed.

### Eerste beeldententoonstelling en oprichting museum (1949-1951)
Lode Craeybeckx, burgemeester van Antwerpen, woonde in 1949 een internationale beeldententoonstelling bij in het Park Sonsbeek, in het Nederlandse Arnhem. Deze tentoonstelling kwam voort uit een gelijkaardige tentoonstelling, de Open Air Exhibition of Sculpture. Deze vond een jaar eerder plaats in het Londense Battersea Park en was de eerste van zijn soort. Craeybeckx’ schepen van financiën, Willem Vrints, spoorde hem aan om een gelijkaardige tentoonstelling te houden in Antwerpen. De afgelopen twee jaar had Antwerpen zich al geuit als kunststad, met tentoonstellingen rond kerkelijke kunst en de schilder Antoon van Dyck. Uiteindelijk werd besloten deze beeldententoonstelling een jaar later, op 6 juni 1950, in het Middelheimpark te organiseren. Frans Baudouin, directeur van het Antwerpse Museum voor Schone Kunsten, organiseerde het evenement. De tentoonstelling richtte zich voornamelijk op moderne beeldhouwkunst van de twintigste eeuw. Er waren 167 beelden van 121 kunstenaars te bezichtigen. In het Middelheimkasteel werd gelijktijdig een museum voor natuurwetenschappen geopend met de collectie van Den Botaniek. Deze verhuisde echter al snel naar de Antwerpse Zoo. De tentoonstelling trok zo’n 150.000 bezoekers en werd een groot internationaal succes. Tijdschriften van over de hele wereld, waaronder het Amerikaanse Time Magazine, wijdden een artikel aan de tentoonstelling. Op de opening waren enkele bekende kunstenaars aanwezig, waaronder de Fransman Ossip Zadkine. Hij zou tegen Craeybeckx gezegd hebben:

Combien vous sentirez-vous orphelins lorsque toute cette beauté vous aura quitté ?(Hoe verweesd zul je je voelen als al dit moois weg is?)
— Ossip Zadkine tegen Lode Craeybeckx, 1950

Craeybeckx kon zich sindsdien het park niet meer zonder beelden voorstellen. Hij besliste om van het Middelheimpark een permanente beeldentuin te maken. Deze tuin werd het eerste openluchtmuseum voor beeldhouwkunst ter wereld. Dit museum kreeg de naam Openluchtmuseum voor Beeldhouwkunst Middelheim. Het was tevens het eerste museum in België dat zich richtte op de moderne kunst. Later in 1950 bezocht Craeybeckx samen met Walther Vanbeselaere, conservator van het Koninklijk Museum voor Schone Kunsten Antwerpen, de Biënnale van Venetië. Hier kocht hij enkele beelden aan voor de permanente collectie van het Middelheimmuseum. Het Middelheimmuseum opende in 1951 officieel zijn poorten. Toegang was gratis, en dat is het ook altijd gebleven.

### Internationaal succes en Jazz Middelheim (1951-1969)
Naast de permanente tentoonstelling vonden er twintig biënnales plaats in het museum, die elk zo’n zeventig- à honderdduizend bezoekers trokken. In 1952 bestond de collectie uit 46 beelden. Dat jaar, een jaar voor de tweede biënnale, leidden gesprekken met Henry Moore en Ossip Zadkine tot zes algemene principes voor de biënnales.
1. De biënnales tonen enkel beelden die bedoeld zijn voor de openlucht, met een minimumhoogte van één meter;
2. Er wordt enkel werk van levende kunstenaars getoond;
3. Het park dient te worden aangepast;
4. De keuze van de werken wordt gemaakt door de inrichters van de biënnale zelf;
5. Voor iedere biënnale worden andere internationale raadgevers gezocht;
6. Iedere biënnale toont als kern een retrospectieve, waarvoor het werk van één kunstenaar, één land of één strekking het centrale thema vormt, naast ander belangrijk werk dat hiermee een harmonisch geheel moet vormen.

Met deze principes werd echter weinig rekening gehouden. Beelden werden binnen en buiten getoond, ze waren regelmatig kleiner dan één meter, zowel dode als levende kunstenaars werden belicht, het park werd lange tijd niet aangepast… Desondanks kenden de biënnales aanvankelijk veel succes.
De biënnales vonden telkens plaats in de zomermaanden van de onpare jaren. Hierdoor vielen ze niet samen met de biënnales van Venetië. Aanvankelijk wijdden ze zich vooral aan de Europese beeldhouwkunst. Door het tentoonstellen van vooruitstrevende, moderne collectiestukken hadden de biënnales internationaal succes. Kunstcritici van over de hele wereld schreven met lof over de Middelheimbiënnales. Robert Melville schreef in 1954 in Architectural Review dat het museum op weg was om een van de belangrijkste musea voor hedendaagse beeldhouwkunst in Europa te worden. Cécile Goldscheider, conservator van het Musée Rodin, prees in 1957 het bestendig karakter van het Middelheimmuseum. In de Nederlandse krant De Stem noemde men het museum in 1965 een Europees artistiek middelpunt. Ook Hans Redeker, een Nederlands kunsthistoricus en essayist, schreef lovend over het Middelheimmuseum.

De Antwerpse biënnale, nog slechts voor de tweede keer, heeft zich nu reeds tot een unieke gebeurtenis in het kader van het Europese kunstleven ontwikkeld.
— Hans Redeker over de tweede Middelheimbiënnale in de Haagse Post, 1955

Het Middelheimkasteel werd in 1958 opengesteld voor het kunstenaarscollectief G58. Dit avant-gardecollectief werd opgericht door Vic Gentils, Dan Van Severen, Paul Snoek en Bert de Leeuw. Ook artiesten als Paul Van Hoeydonck, Pol Bury, Otto Piene en Günther Uecker sloten zich er bij aan. Ze organiseerden er dat jaar zeven tentoonstellingen. In november 1958 verhuisden ze naar het Hessenhuis, gelegen in het noorden van Antwerpen.
In 1963 werd een apart tentoonstellingsterrein van zes hectare in gebruik genomen, dat Middelheim-Laag werd gedoopt. Hier werd onder meer een tijdelijk paviljoen gebouwd, naar een ontwerp van Renaat Braem. Eerder opende in 1961 een documentatiecentrum in de oranjerie met duizenden publicaties over de beeldhouwkunst. Dit materiaal werd daarvoor in het Rubenshuis gestockeerd. In 1976 kreeg dit centrum de naam Documentatiecentrum Burgemeester Lode Craeybeckx, een eerbetoon aan de oprichter van het museum. Op 21 december 1965 werd, mede door Craeybeckx, de vzw Middelheimpromotors opgericht. Deze vereniging heeft als doel de uitbreiding van de museumcollectie te garanderen door onder andere financiële steun te bieden en tentoonstellingen te organiseren. In 1967 bestond de collectie uit 184 werken.
De zuidelijkste delen van het domein werden in de jaren 1960 en ’70 verkaveld. Eerst verscheen Campus Groenenborger, die samen met Campus Middelheim het Rijksuniversitair Centrum Antwerpen vormde. Later werd dit onderdeel van de Universiteit Antwerpen. De campus werd ontworpen door Jozef-Louis Stynen en Jules Trenteseau. Ten westen van deze campus werd een nieuw seminarie voor het bisdom Antwerpen gebouwd, eveneens op gronden van het park. Dit Theologisch Pastoraal Centrum, ontworpen door Paul Felix, werd in 2011 een beschermd monument. De Middelheimpromotors lieten bovendien in de jaren 1960 een project uitwerken door Walter Bresseleers, om in de buurt van het Middelheimmuseum een nieuw museum voor moderne kunst te bouwen. Het project van Bresseleers werd nooit gerealiseerd, maar het idee om een museum voor moderne kunst te openen bleef wel bestaan. Op 12 september 1970 onthulde de minister van Nederlandse Cultuur, Frans Van Mechelen, een gedenksteen in het Middelheimmuseum. Hier zou een Antwerps Museum voor Hedendaagse Kunst opgericht worden, naar een ontwerp van Le Corbusier. De werken werden stilgelegd nadat het Middelheimpark werd ingekleurd als groene zone. Jaren later besliste Karel Poma dat het museum in de Antwerpse wijk Het Zuid moest komen, waar uiteindelijk in 1985 het Museum van Hedendaagse Kunst Antwerpen opende.
In 1969 vond de eerste editie van Jazz Middelheim plaats in het park. Het festival werd opgericht door radioproducer en muzikant Elias Gistelinck van de Belgische radiozender BRT 3. Het evenement werd een groot succes. In 1973 groeide het uit tot een vijfdaagse. Dat jaar verhuisde het festival naar het nabijgelegen park Den Brandt. De naam werd echter niet gewijzigd, omdat de festivalgangers nog steeds het beeldenpark mochten bezoeken tijdens de vijfdaagse.

### Dalende interesse en nood aan vernieuwing (1969-1993)
Na de succesvolle edities van de jaren 1950 en ’60 had het museum last om de internationale ontwikkelingen op kunstgebied bij te houden.
In 1969 zouden twee werken van de Venezolaan Jesús Rafael Soto naar het Middelheimmuseum komen voor de tiende biënnale. Door onvoorziene omstandigheden lukte dit niet. Er werd aan Soto gevraagd om een werk speciaal voor het museum te maken. Hij creëerde Double Progression Vert et Blanc, dat na de biënnale aan de permanente tentoonstelling werd toegevoegd. Dit werk was het eerste dat specifiek voor het museum werd ontwikkeld. Later gebeurde dit steeds vaker. Zo werden in 1974 voor een tentoonstelling drie werken speciaal voor het museum gemaakt. Een hiervan was een unicum voor België; voor het eerst werd een artistiek bedoelde ingreep in een museumterrein gemaakt door een kunstenaar. Deze kunstenaar was Jan Dries, met zijn werk Meditatieve Ruimte. De tentoonstelling haalde de internationale kunstpers. Later werden werken van onder andere Chris Burden, Kader Attia, Andrea Zittel, Johan Creten, Richard Deacon, Ulla Von Brandenburg, Ria Pacquée en Jean Katambayi in samenwerking met en speciaal voor het museum gemaakt.
Desondanks bleef het dalende succes merkbaar, waardoor er minder werken aangekocht werden voor de permanente collectie die zich bevond in Middelheim-Hoog. De vernieuwende elfde biënnale, de bouw van het permanente Braempaviljoen voor kwetsbare sculpturen en de gefilmde performance Shoot van Chris Burden, allemaal in 1971, wisten het tij niet te doen keren. Braem noemde dit paviljoen desondanks een van zijn beste werken. De elfde biënnale, die focuste op de Amerikaanse beeldhouwkunst, brak duidelijk met de eerdere biënnales door voornamelijk abstracte werken te tonen. Ondanks dat dit vernieuwend was voor het museum, leidde ook dit tot kritiek, weliswaar uit een andere hoek. Internationale interesse voor het museum bleef wel bestaan, zo schreef een Braziliaanse krant over het museum in 1971. De Nederlandse krant NRC Handelsblad noemde het Middelheimpark in 1975 een van de fraaiste parken ter wereld. Dat jaar bedroeg de totale oppervlakte van het museum zo'n dertien hectare en bestond de collectie uit 220 beelden. Het kasteeldomein werd in 1976 beschermd als cultuurhistorisch landschap. Dat jaar werden ook tal van gebouwen in het park, waaronder het kasteel en de oranjerie, beschermd als monument.
Het museum bleef ook in de jaren 1980 vasthouden aan het verleden. Nieuwe aankopen toonden de conservatieve smaak, met vooral klassiek figuratieve beelden. Er werd niet ingezet op de steeds populairdere avant-garde. Artistieke ontwikkelingen als kubisme, constructivisme, dadaïsme, futurisme, land art, minimal art en arte povera werden nagenoeg niet getoond in het museum. De kritiek op het beleid nam alsmaar toe. Het bestuur van het museum besliste uiteindelijk dan toch om het anders aan te pakken.  Tijdens de zestiende biënnale in 1981 kwamen kunstenaars voor het eerst ter plaatse hun werken realiseren. Ook de vier biënnales daarna gebeurde dit. Hierbij werd geregeld afgeweken van het louter geografische, en in plaats daarvan rond een thema gewerkt. Tijdens de achttiende biënnale, getiteld Automobiënnale, was dit bijvoorbeeld de auto. Na de twintigste biënnale, die teruggreep naar de eerdere biënnales en draaide rond één land, Japan, werden er nieuwe beleidslijnen uitgestippeld door het museum. De biënnale van 1991 werd niet georganiseerd door een gebrek aan financiële middelen, dalende bezoekcijfers en beperkte voorbereidingstijd.
In 1993 droeg Antwerpen de titel van culturele hoofdstad van Europa. Hiervoor werd de tijdelijke organisatie Antwerpen ’93 opgericht. Bart Cassiman, een kunsthistoricus, was de projectleider voor hedendaagse beeldende kunst. Met het budget van twee biënnales op zak werd er geïnvesteerd in de permanente collectie. Onder Cassimans bewind werd Middelheim-Hoog herschikt, en Middelheim-Laag de nieuwe locatie voor hedendaagse werken. Het werk Zuilenpaviljoen van architect Charles Vandenhove werd het eerste permanente werk in Middelheim-Laag. Het paviljoen fungeert zowel als kunstwerk en als tentoonstellingsruimte. Zo wordt Grande Bagnante, een werk van de Italiaan Emilio Greco, erin tentoongesteld. Menno Meewis nam in 1993 de fakkel over van Cassiman en werd directeur van het museum.

### Nieuwe wind onder Meewis (1993-2012)
Eind jaren 1990 kampte het Middelheimmuseum met plaatsgebrek. Het museumdomein werd steeds kleiner, terwijl Meewis de hiaten in de museumcollectie trachtte weg te werken door nieuwe werken aan te kopen. Zo werden een conceptueel werk van Lawrence Weiner en een minimalistisch werk van Carl Andre aangekocht, omdat deze stijlen tot dan toe nog niet vertegenwoordigd waren in het museum. De oplossing voor het plaatsgebrek kwam in 1999. Dat jaar werd het museum door het Museumdecreet landelijk erkend voor de professionele cultureel-erfgoedwerking. Hierdoor kreeg het toegang tot meer middelen en gespecialiseerd personeel. Met deze middelen kon zeven hectare ten oosten en westen van Middelheim-Hoog aangekocht worden. Dit gebied was vrijgekomen door het verdwijnen van een heesterkwekerij en een serrecomplex. Hiermee raakte het plaatsgebrek opgelost. Na een internationale wedstrijd werd het landschapsontwerp van dit nieuwe gedeelte toevertrouwd aan de Franse landschapsarchitect Michel Desvigne. Vervolgens ontwierp de Belg Stéphane Beel een nieuw depot op de oostelijke uitbreiding. In 2002 werd door de Nederlander Joep van Lieshout een multifunctionele ruimte ontworpen vlak bij het depot. Een jaar eerder werd het Braempaviljoen als monument beschermd. Omdat het nieuwe oostelijke deel weinig aansluiting had met de rest van het museum, werd hier een nieuwe ingang voorzien. Deze werd benadrukt met het paviljoen Artiesteningang, ontworpen door John Körmeling, en met enkele nieuwe wegen. Vrijwel heel het Nachtegalenpark werd in 2005 beschermd als cultuurhistorisch landschap. Op 26 april 2007 werden zeven werken uit het Middelheimmuseum erkend als topstuk door de Vlaamse Gemeenschap. Hiertoe behoorden onder andere De Hond van Alexander Calder en De Middellandse Zee van Aristide Maillol.
Een van de hoogtepunten onder Meewis' bewind vond plaats op 30 mei 2009. Chris Burden, die in de jaren zeventig al verschillende werken maakte voor het Middelheimmuseum, creëerde er die dag de derde versie van zijn werk Beam Drop. Meer dan drieduizend toeschouwers en talrijke media kwamen kijken naar het evenement, dat het Antwerpse culturele evenement van het jaar werd genoemd. Een kraan liet van meer dan veertig meter hoogte 118 metalen balken vallen in nat beton. De performance, die om vijf uur 's ochtends begon, duurde zo'n twaalf uur. Het werk dat hieruit voortkwam, werd toegevoegd aan de vaste collectie van het museum. In 2010 ging het museum een samenwerking aan met het Kunstmuseum aan Zee in Oostende, het Museum van Hedendaagse Kunst in Antwerpen en het Stedelijk Museum voor Actuele Kunst in Gent onder de naam Contemporary Art Heritage Flanders.
In de jaren daarna onderging het museum een grondige hervorming. Het Middelheimkasteel werd gerenoveerd, waarna zich hier opnieuw een restaurant en café vestigde. Sinds het wegtrekken van de Koloniale Hogeschool vonden in het kasteel lange tijd voornamelijk huwelijksfeesten en bedrijfspresentaties plaats. Verder verschenen er onder andere een souvenirwinkel en een beeldarchief, en bevond ook de administratie van het museum zich in het kasteel. De oranjerie behield zijn functie als documentatiecentrum. Tegenover de oranjerie staat een dienstwoning in cottagestijl, waar de parktoezichters werden ondergebracht. Middelheim-Laag breidde uit door de toevoeging van bloementuin Hortiflora, die eerder tot Vogelzang behoorde. Hier werd een nieuw paviljoen, Het Huis, gebouwd. Dit werd ontworpen door het architectenduo Robbrecht & Daem. In 2012 waren de vernieuwingen afgerond, en bedroeg de totale oppervlakte van het park dertig hectare. Na de renovatie noemde Google het Middelheimmuseum een van de mooiste plekken van België. Niet lang na de heropening overleed Meewis onverwachts.

### Veranderende visies en een totale herschikking (2012-heden)
In januari 2014 volgde Sara Weyns Meewis op. Ze was dan ruim een jaar waarnemend directeur. Eerder was ze in andere functies jarenlang actief bij het museum. Als curator ontving ze al lovende reacties van bijvoorbeeld Knack Focus, als directeur wist ze het park terug in de internationale belangstelling te krijgen. Een tentoonstelling van Johan Creten haalde bijvoorbeeld de Amerikaanse krant The New York Times in 2014. In 2016 nam de Britse krant The Guardian het Middelheimmuseum op in een lijst met de tien beste beeldenparken van Europa. Het park werd door hen beschreven als een prachtige plek om in rond te dwalen. De Franse krant Les Échos schreef in 2022 dat de sfeer in het park magisch is wanneer het gebladerte zijn herfsttinten aanneemt. In 2017 kende het Middelheimmuseum zijn meest succesvolle jaar qua aantal bezoekers. Dat jaar brachten zo'n 660.000 personen een bezoek aan het museum.
In 2015 werd de Young Artist Prize opgericht door het museum. Het doel van de wedstrijd was om jonge kunstenaars een platform te geven om hun kunst te tonen. Er werden twee edities georganiseerd, in 2015 en 2018, met telkens zo'n 75 inzendingen. Door de coronapandemie werd het project in de jaren 2020 gewijzigd en herdoopt tot Young Artist Fund. Dit fonds stelt een productiebudget en professionele ondersteuning ter beschikking aan jonge kunstenaars om een werk te creëren voor het museum. In 2021 werden de eerste drie werken tentoongesteld in Hortiflora.
Het overkoepelende Nachtegalenpark verwierf in juli 2019 de prestigieuze Green Flag Award, een internationaal kwaliteitslabel. Dit label wordt uitgereikt aan parken die aan strenge criteria voldoen, waaronder beheer, instandhouding van het landschap, erfgoed en flora en fauna. Dat jaar bestond de collectie van het museum uit zo’n 440 beelden, 600 tekeningen en 300 medailles. Amper 215 beelden vormden de toegankelijke collectie. Het door Beel ontworpen depot werd omgevormd tot een vrij toegankelijk Collectiepaviljoen, waar werken worden getoond die niet in openlucht tentoongesteld kunnen worden.
In 2021 verscheen het boek en de bijhorende tentoonstelling Congoville, waarin onderzoek naar de rol van het domein Middelheim in de kolonisatie en culturele dekolonisatie van Congo, Rwanda en Burundi werd gepubliceerd. Er werd aan het licht gebracht dat de collectie van het Middelheimmuseum in 2018 bestond uit 90,2 procent Europese werken, 5,7 procent Amerikaanse werken, 3,7 procent Aziatische werken, 0,4 procent Oceanische werken en nul procent Afrikaanse werken. Het project was grotendeels een initiatief van Sandrine Colard van de Amerikaanse Rutgers-universiteit en geschiedkundige Bas De Roo. Voor de tentoonstelling Congoville breidde het museum uit naar de voormalige Koloniale Hogeschool, waar ook een aantal tijdelijke werken stonden opgesteld. Naast deze tijdelijke werken zijn er op Campus Middelheim een aantal permanente sculpturen aanwezig, waaronder Le savoir van Jean-Michel Folon en Rock Stranger van Arne Quinze. Dat jaar werd ook een Openluchtdepot geopend voor beelden die (tijdelijk) niet in de collectie waren opgenomen. Deze omvatten bijvoorbeeld beschadigde en koloniale werken. Het monument voor baron Dhanis van Frans Joris, dat eerder onder ander op de Amerikalei en in de tuin van de Koloniale Hogeschool stond, is hiervan een voorbeeld. De Turkse architecte Aslı Çiçek ontwierp de indeling van het depot.
Op 17 november 2022 werden nogmaals achttien werken uit de collectie erkend als topstuk, waaronder Cantate Domino van Barbara Hepworth, Encounter VIII van Lynn Chadwick en vijf sculpturen van Arturo Martini uit het Collectiepaviljoen. In totaal behoren er dus 25 werken uit het museum tot de Topstukkenlijst van de Vlaamse Gemeenschap. In de loop van 2023 en 2024 werden meer dan tweehonderd sculpturen verplaatst, waardoor het museum een logischere indeling moest krijgen. Er werd ook zo’n drieduizend vierkante meter aan wandelpaden onthard. De oranjerie werd omgevormd tot een bezoekerscentrum en museumshop, het documentatiecentrum dat daar gevestigd was verhuisde naar het Collectiepaviljoen. Een extra ingang tot het park werd opengesteld die de verbinding maakte met de jeugdpsychiatrie van ZNA Middelheim en de functie van therapeutische tuin op zich nam.
Na de renovatie werd het park ingedeeld in vier thematische zones, aangevuld met drie extra zones. In de eerste thematische zone, Bewegingen, wordt gefocust op de menselijke relatie met verandering. De relatie tussen mens en natuur staat centraal in de tweede thematische zone, Menselijke natuur. In Stadswildernis, de derde thematische zone, wordt gekeken naar de natuurbeleving van de stadsmens. De vierde thematische zone, Versmelting, draait rond het verstrengelen van mens en natuur. Het Openluchtdepot behoudt zijn functie als toegankelijke stockagezone voor beelden die niet in de collectie te bezichtigen zijn. In Zone Oost, het parkgedeelte boven de Craeybeckxtunnel, bevinden zich kunstwerken op de grens tussen sculptuur en architectuur. Ten slotte is er ook nog de tentoonstellingszone, waar tijdelijke werken worden geëxposeerd.

## Bezoekersaantallen
De bezoekersaantallen worden niet consequent gedeeld, waardoor deze grafiek hiaten vertoont. De biënnales trokken tussen de 70.000 en de 100.000 bezoekers per editie. Aangezien het park gratis en vrij toegankelijk is, zijn de bezoekersaantallen niet exact maar schattingen.
Extra bronnen die niet eerder werden vermeld.

### Diversiteit
Het Middelheimmuseum staat bekend voor zijn diverse publiek. Er wordt bovendien actief gewerkt aan de inclusie van minder evidente publieksgroepen in musea. De focus ligt hierbij onder andere op blinden en slechtzienden, en de inwoners van het Kiel, een nabijgelegen, multiculturele wijk. Daarnaast wordt het museum door internationale kunstkenners, natuurliefhebbers, joggers, gezinnen, studenten en tal van andere publieksgroepen bezocht.

## Invloed
Aangezien het Middelheimmuseum het oudste openluchtmuseum voor beeldhouwkunst ter wereld is, vormt het een inspiratiebron voor tal van andere gelijkaardige musea. Onder andere het Nederlandse beeldenpark van het Kröller-Müller Museum in Otterlo, dat opende in 1961, is volgens ontwerper Jan Bijhouwer deels geïnspireerd op het Middelheimpark. De organisatoren van de tweejaarlijkse beeldententoonstelling in het Japanse Ube, die al sinds 1961 in Tokiwa Park plaatsvindt, leerden uit de aanpak van de organisatie in Middelheim. Voor de dertiende biënnale in het Middelheimmuseum, die deels rond Japan draaide, werden beelden van de tentoonstellingen in Ube en Kobe overgenomen. Voor de beeldentuin van het Louisiana in het Deense Humlebæk werd inspiratie opgedaan uit het Middelheimmuseum. In 1964 leende het Middelheimmuseum bovendien een aantal stukken uit aan het Louisiana voor de tentoonstelling Middelheim Visits Louisiana, een initiatief van Knud W. Jensen. Later dat jaar vond ook Louisiana Visits Middelheim plaats, ditmaal in Antwerpen. Ook het Belgische openluchtmuseum van Sart-Tilman in Luik, geopend in 1977, is geïnspireerd op het Middelheimmuseum. Voor tal van andere beeldenparken, onder andere in Kroatië, het Verenigd Koninkrijk en België, vormde het Middelheimmuseum eveneens een inspiratiebron.

## Lijst van biënnales
Tussen 1950 en 1990 vonden er twintig tweejaarlijkse tentoonstellingen plaats in het Middelheimmuseum. De eerste editie, in 1951, was de openingstentoonstelling van het museum. Tot en met de achtste editie werd er voornamelijk gefocust op de Europese beeldhouwkunst. Later kwamen ook onder andere Japanse, Indische en Zuid-Amerikaanse kunstenaars aan bod. In 1991 vond er geen 21ste biënnale plaats, en in 1993 werd het concept definitief afgevoerd. Andere tentoonstellingen, vaak rond één artiest of onderwerp, blijven wel plaatsvinden.
Regelmatig bleken bepaalde onderwerpen onhaalbaar, waardoor deze last-minute vervangen moesten worden. De Noord- en Zuid-Amerikaanse biënnale werd tot viermaal toe gepland, maar ging telkens niet door. Bij de vijfde poging in 1971 lukte dit uiteindelijk wel, met ondersteuning van onder andere de Smithsonian Institution. Ook biënnales rond de Iberische landen, Japan en jonge Afrikaanse staten liepen op de klippen.
| Editie | Jaar | Onderwerp | Extra retrospectieve |
| ------ | ---- | --- | -------------------- |
| -      | 1950 | Internationale tentoonstelling in de Openlucht voor Beeldhouwkunst, 1900-1950 (eerste tentoonstelling in het park) |                      |
| 1      | 1951 | Openingstentoonstelling museum                                                                                     |                      |
| 2      | 1953 | Italië |                      |
| 3      | 1955 | Frankrijk |                      |
| 4      | 1957 | Duitsland, Oostenrijk en Zwitserland                                                                               |                      |
| 5      | 1959 | Verenigd Koninkrijk                                                                                                |                      |
| 6      | 1961 | Benelux |                      |
| 7      | 1963 | Centraal-Europa |                      |
| 8      | 1965 | Europese Economische Gemeenschap                                                                                   | Ernest Wijnants      |
| 9      | 1967 | Oost-Europa en Japan                                                                                               | Constantin Meunier   |
| 10     | 1969 | België, Spanje, Frankrijk, Nederland, Verenigd Koninkrijk en Latijns-Amerika                                       |                      |
| 11     | 1971 | Verenigde Staten, Canada, Mexico, Brazilië, Argentinië en Nederland                                                | Oscar Jespers        |
| 12     | 1973 | Oostenrijk en Italië                                                                                               |                      |
| 13     | 1975 | India, Japan en Turkije                                                                                            |                      |
| 14     | 1977 | Oost-Europa |                      |
| 15     | 1979 | Scandinavië | Mark Macken          |
| 16     | 1981 | De relatie tussen natuur en kunst                                                                                  |                      |
| 17     | 1983 | De jaren 1970 |                      |
| 18     | 1985 | De auto |                      |
| 19     | 1987 | Monumenten |                      |
| 20     | 1989 | Japan |                      |
| -      | 1991 | Geen biënnale |                      |
| -      | 1993 | Antwerpen culturele hoofdstad van Europa (officiële afschaffing biënnales)                                         |                      |

## Collectie
De collectie van het Middelheimmuseum bestaat uit zo’n 440 beelden, 600 tekeningen en 300 medailles. Moderne en hedendaagse beeldhouwwerken vormen de voornaamste collectie. Deze omvatten een tijdspanne van eind negentiende eeuw tot nu. Bekende kunstenaars wiens werk er tentoongesteld wordt zijn onder andere Auguste Rodin, Henry Moore, Rik Wouters, Barbara Hepworth, Jesús Rafael Soto, François Pompon, Constant Permeke, Berlinde De Bruyckere, Panamarenko, Isa Genzken, Ossip Zadkine en Ai Weiwei. De architectuur wordt vertegenwoordigd door onder andere Renaat Braem, John Körmeling, Robbrecht & Daem en Barnabé Guimard. Een aantal werken uit de collectie worden elders in de stad Antwerpen tentoongesteld, zoals Pliny’s Sorrow van Johan Creten aan de Scheldekaaien en De Visser van Tiszaszederkény van Imre Szebenyi aan het Galgenweel. Sinds de eerste tentoonstelling in 1950 werden werken van ruim 1.300 kunstenaars tentoongesteld in het museum.

### Enkele bekende werken

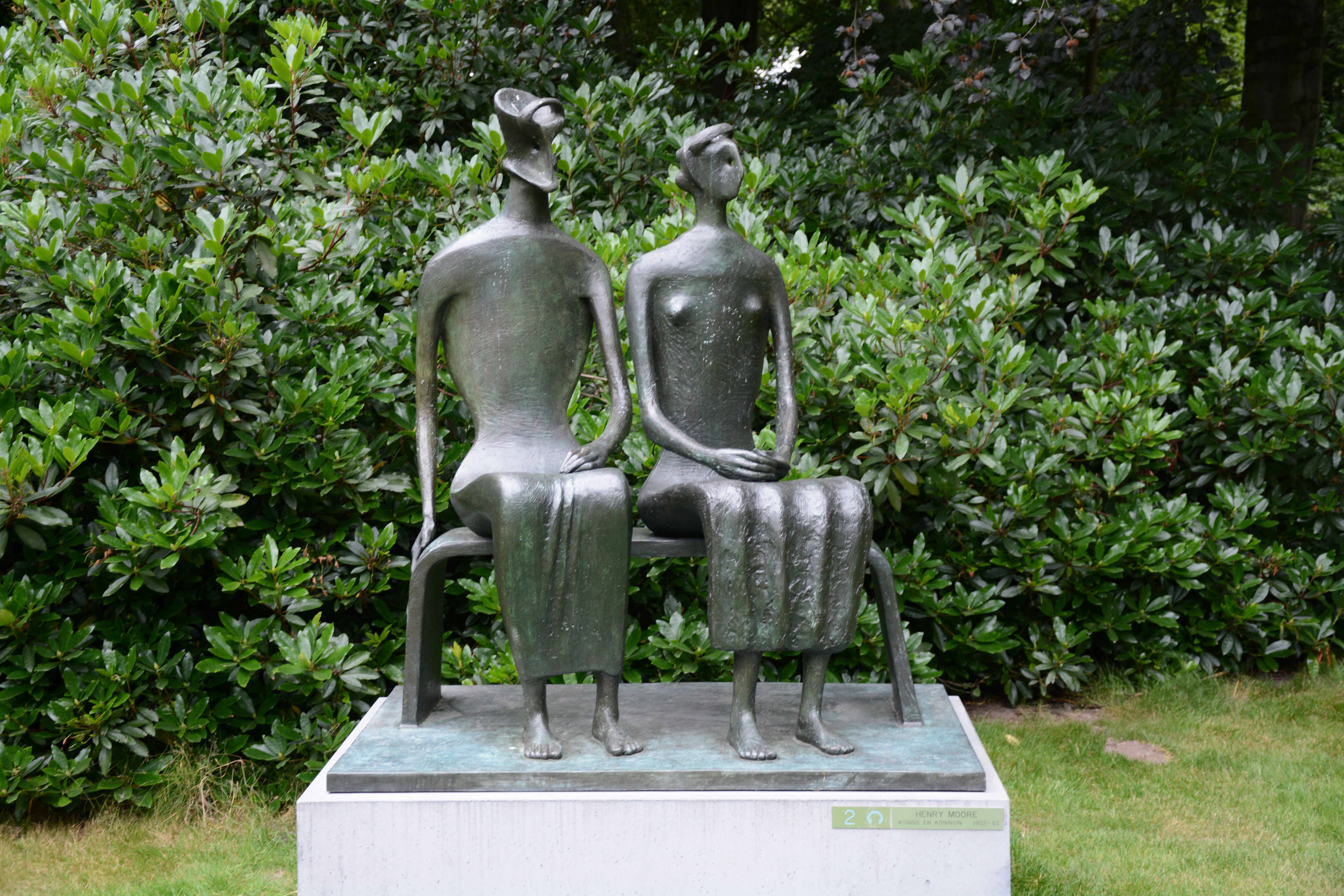
King and Queen van Henry Moore
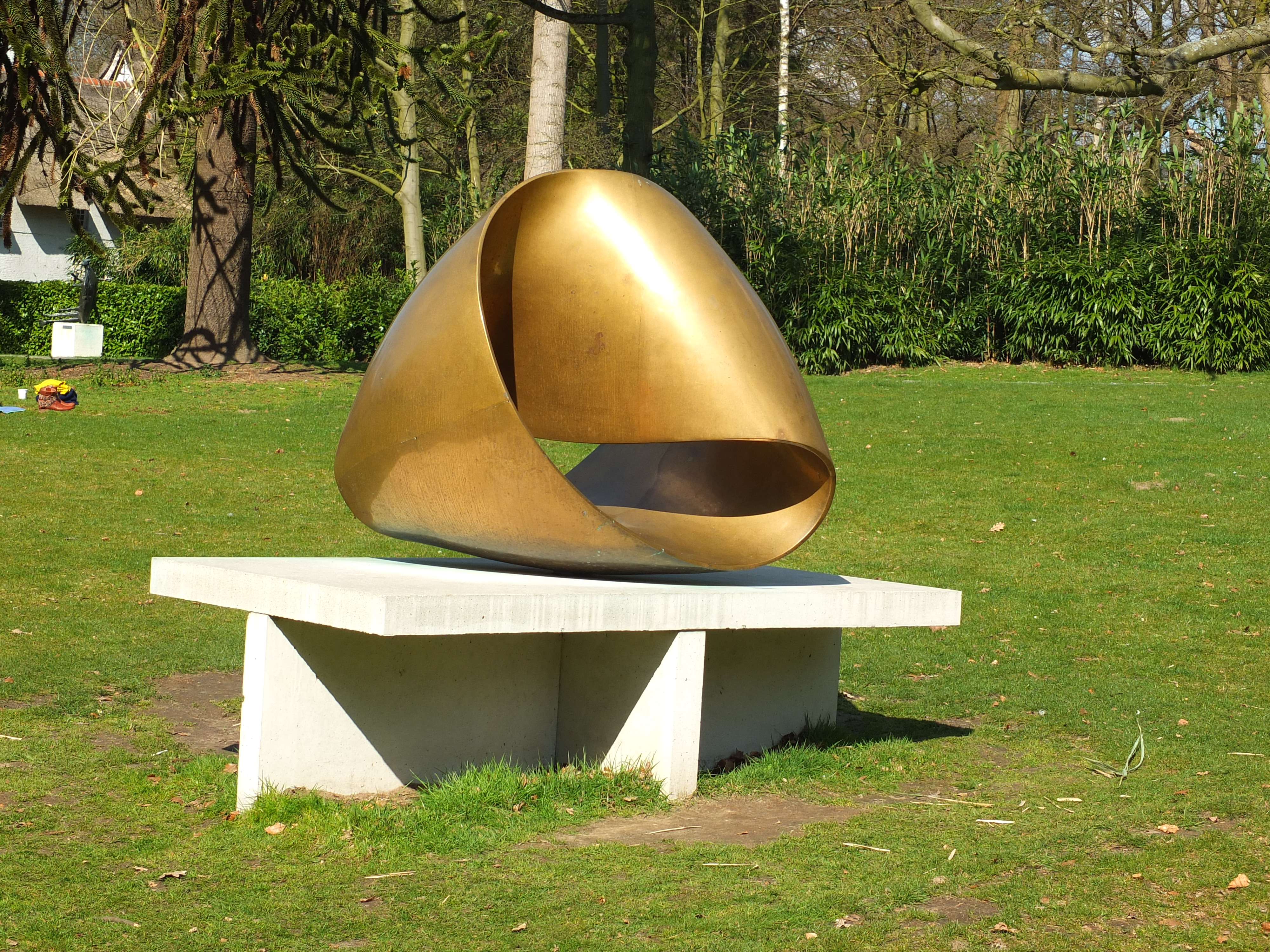
Eindeloze Kronkel van Max Bill
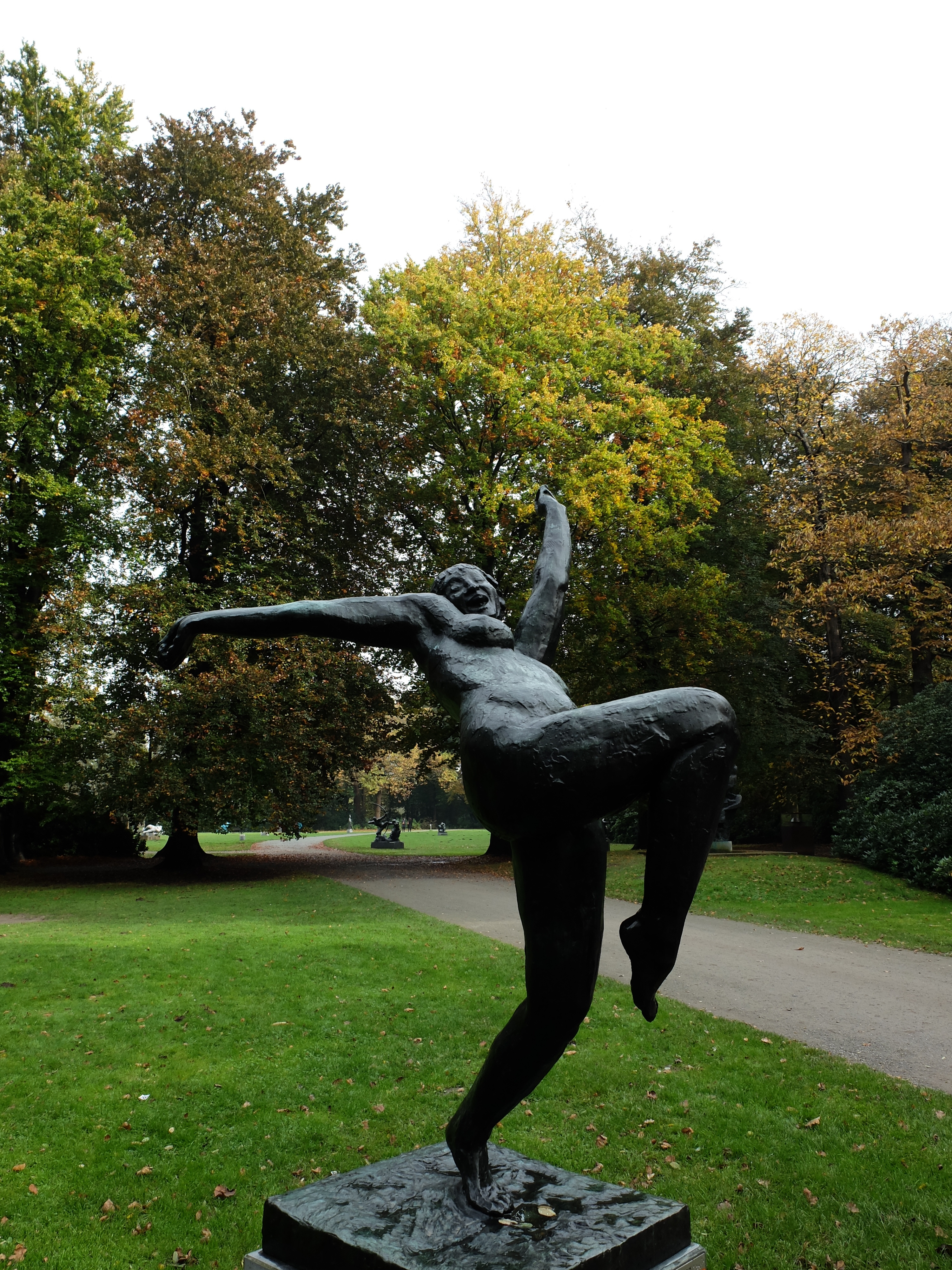
Het zotte geweld van Rik Wouters
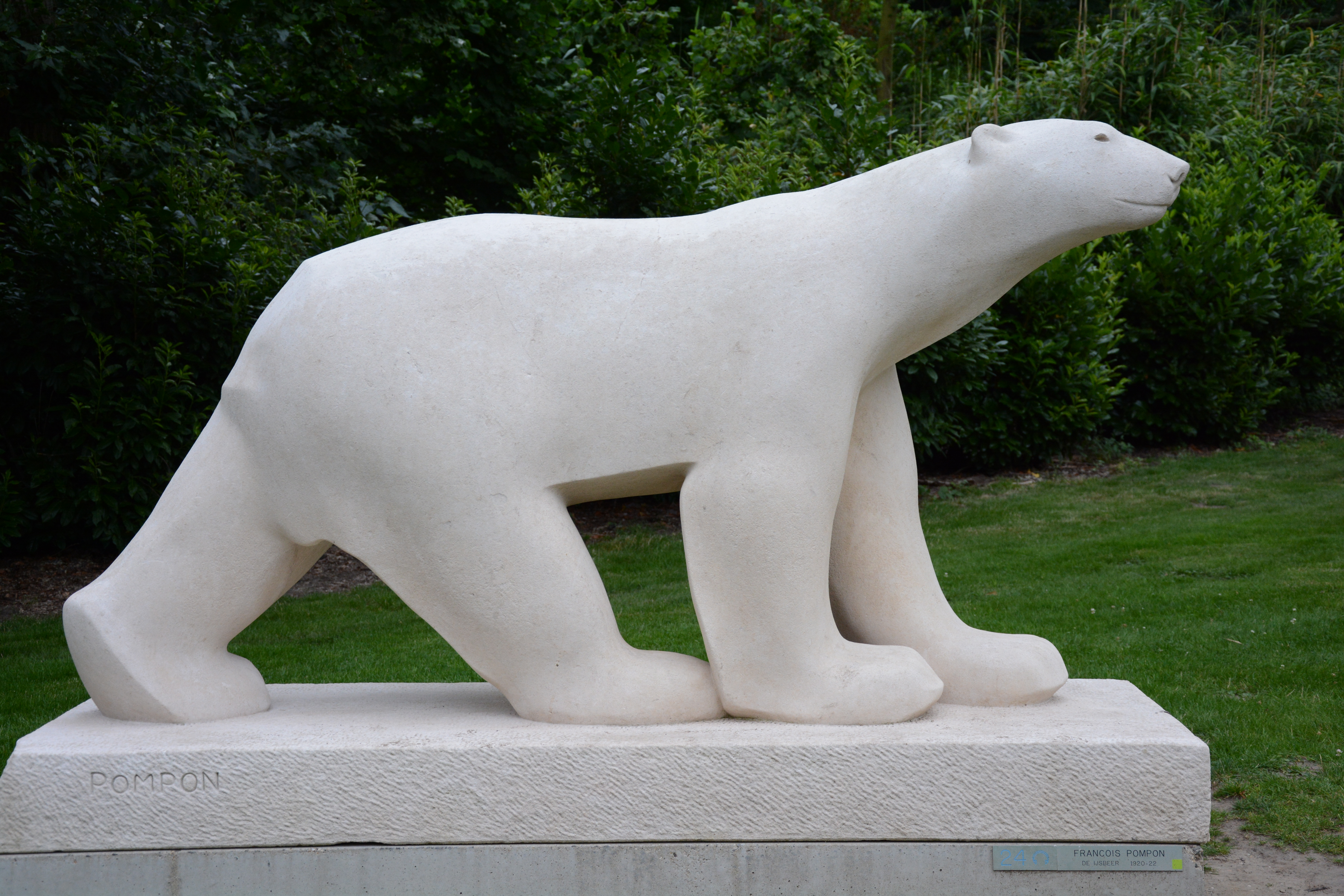
IJsbeer van François Pompon
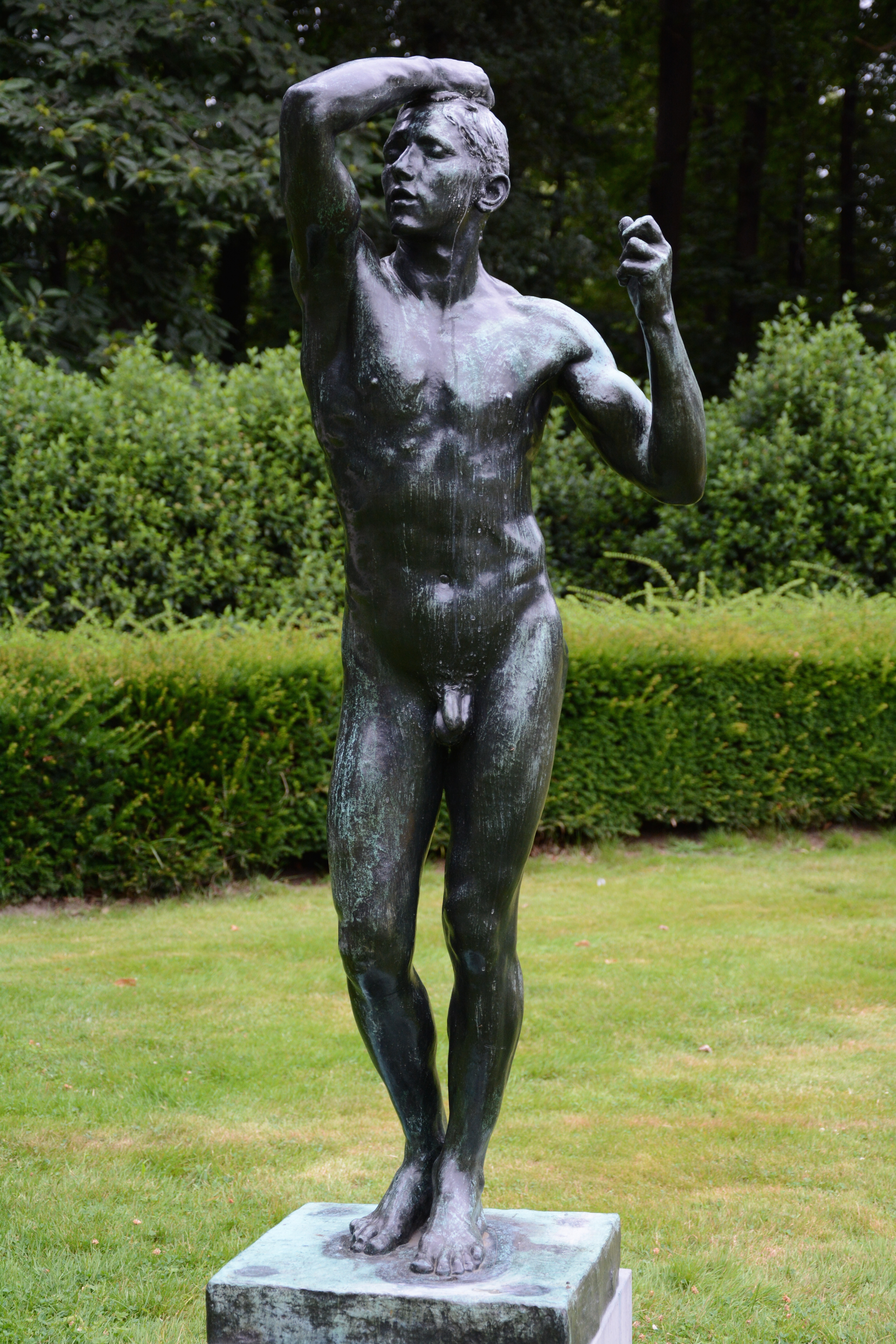
De Bronstijd van Auguste Rodin
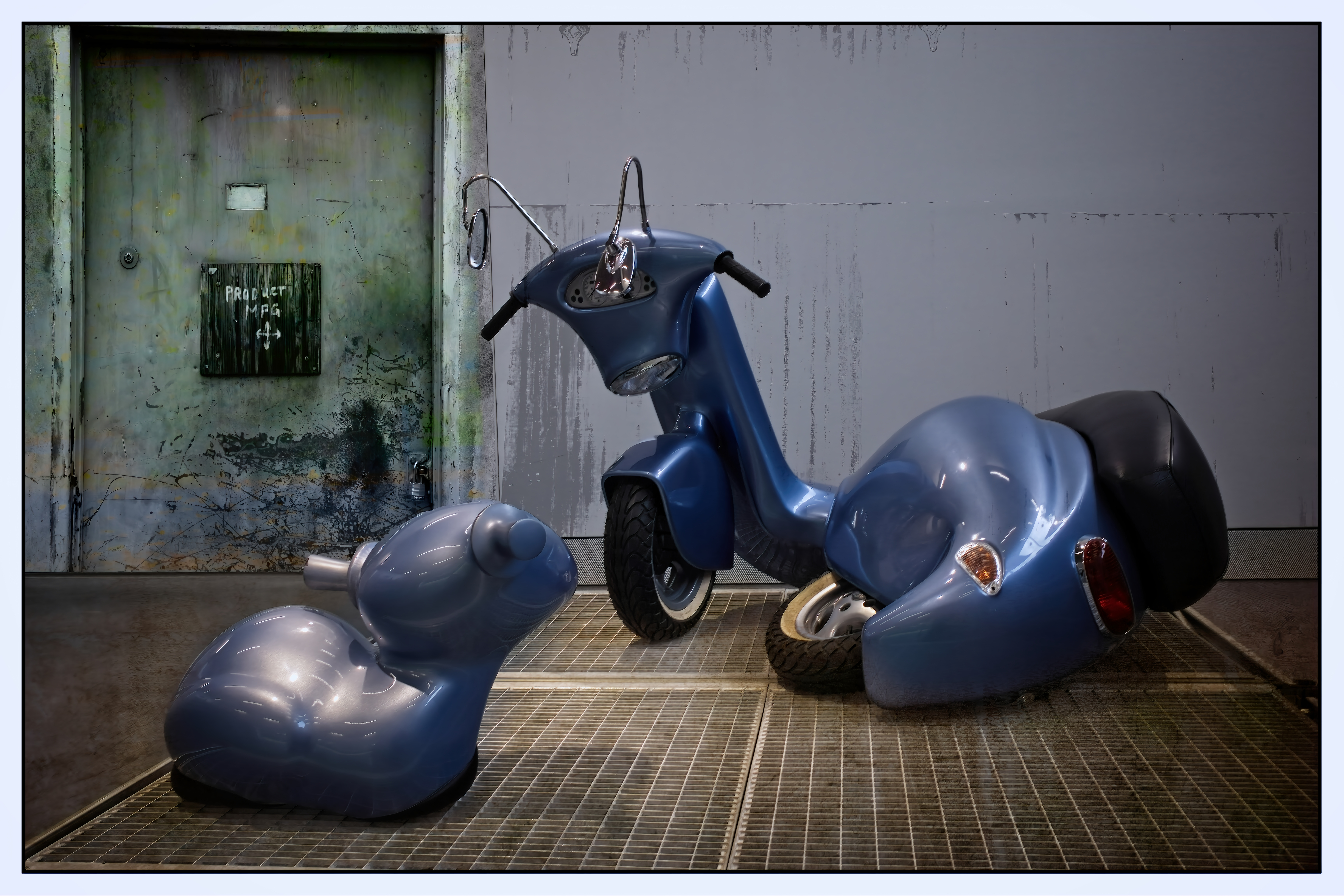
Nest van Patricia Piccinini
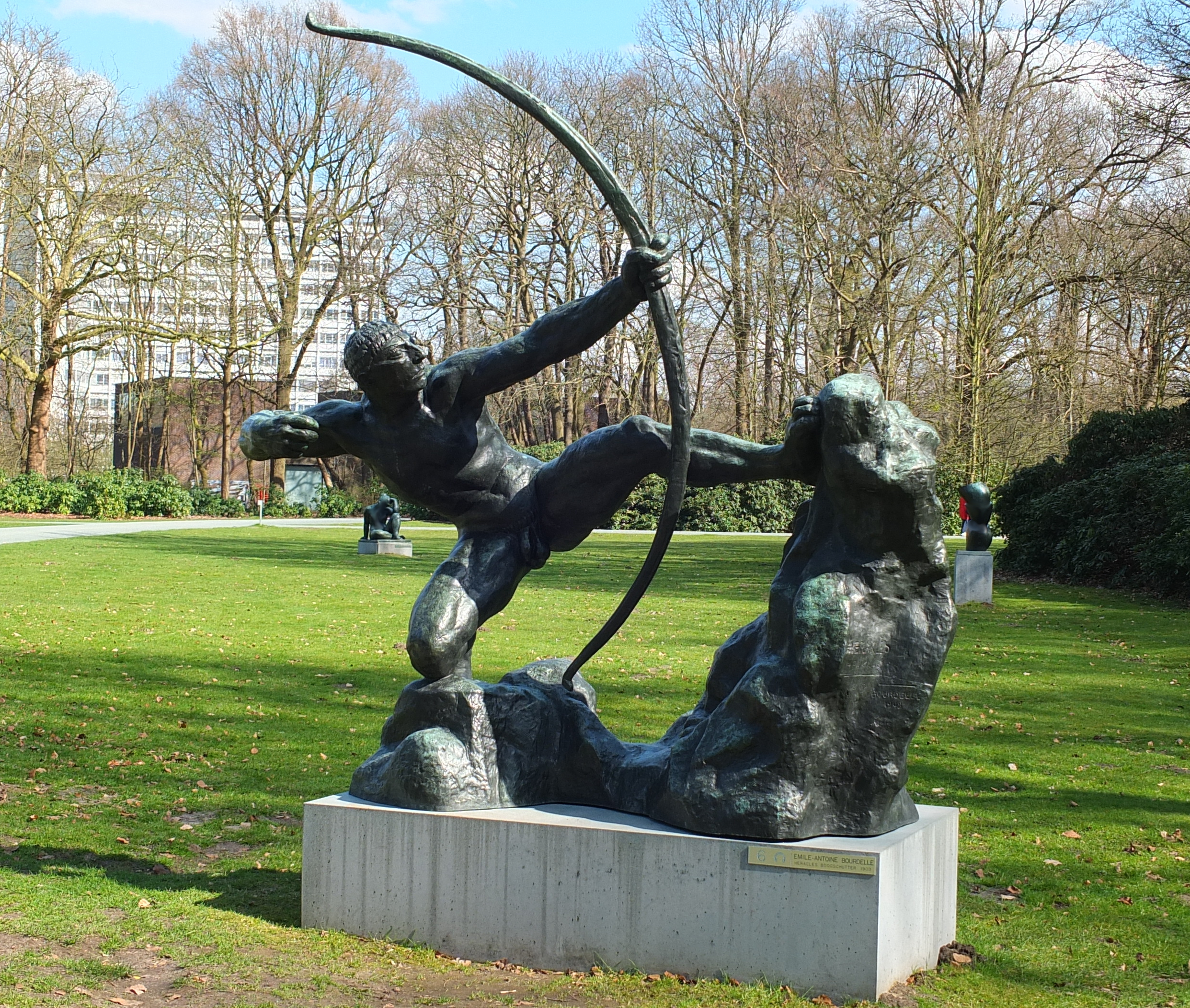
Heracles Boogschutter van Émile-Antoine Bourdelle
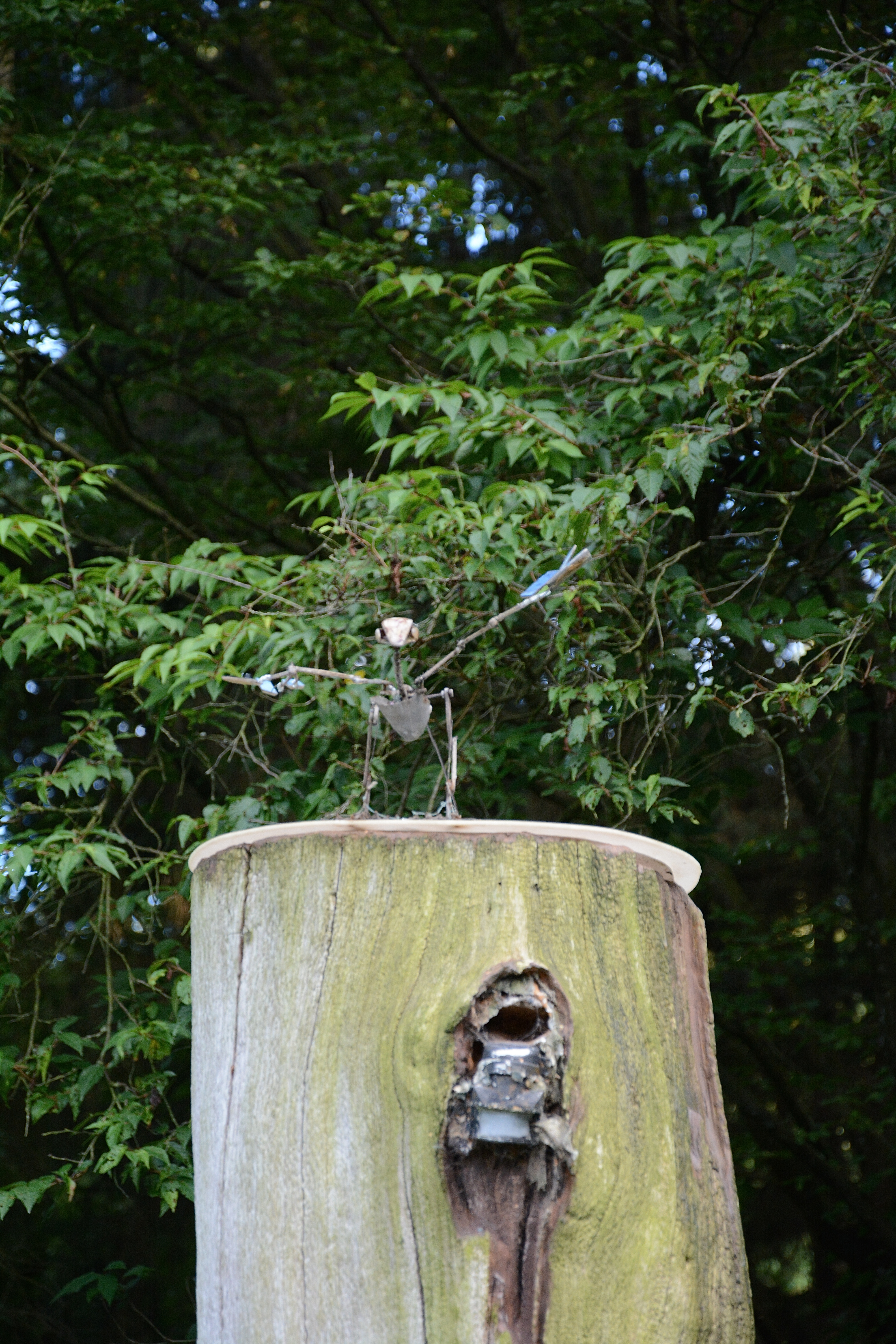
Archaeopterix Lithografica van Panamarenko
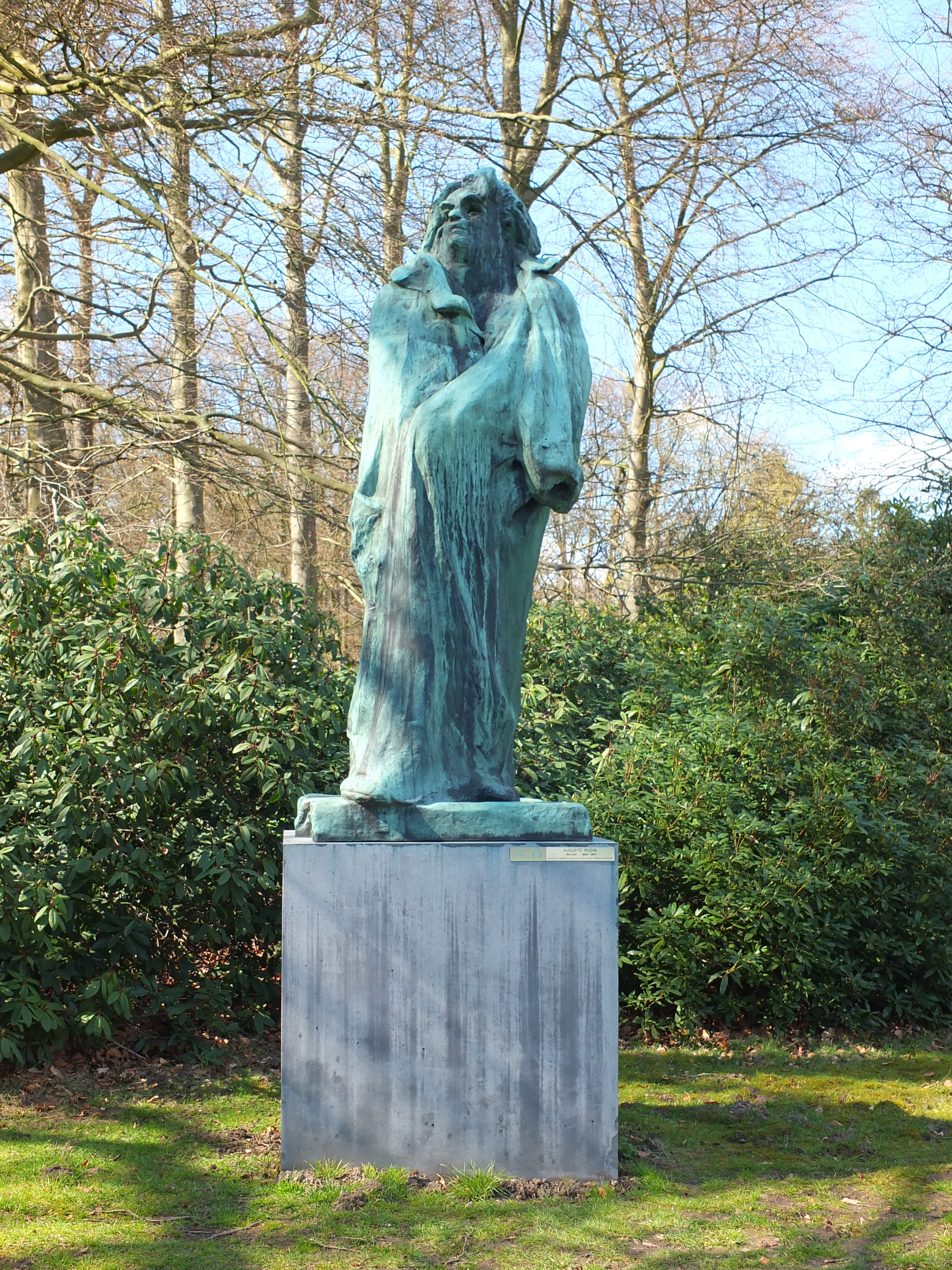
Balzac van Auguste Rodin
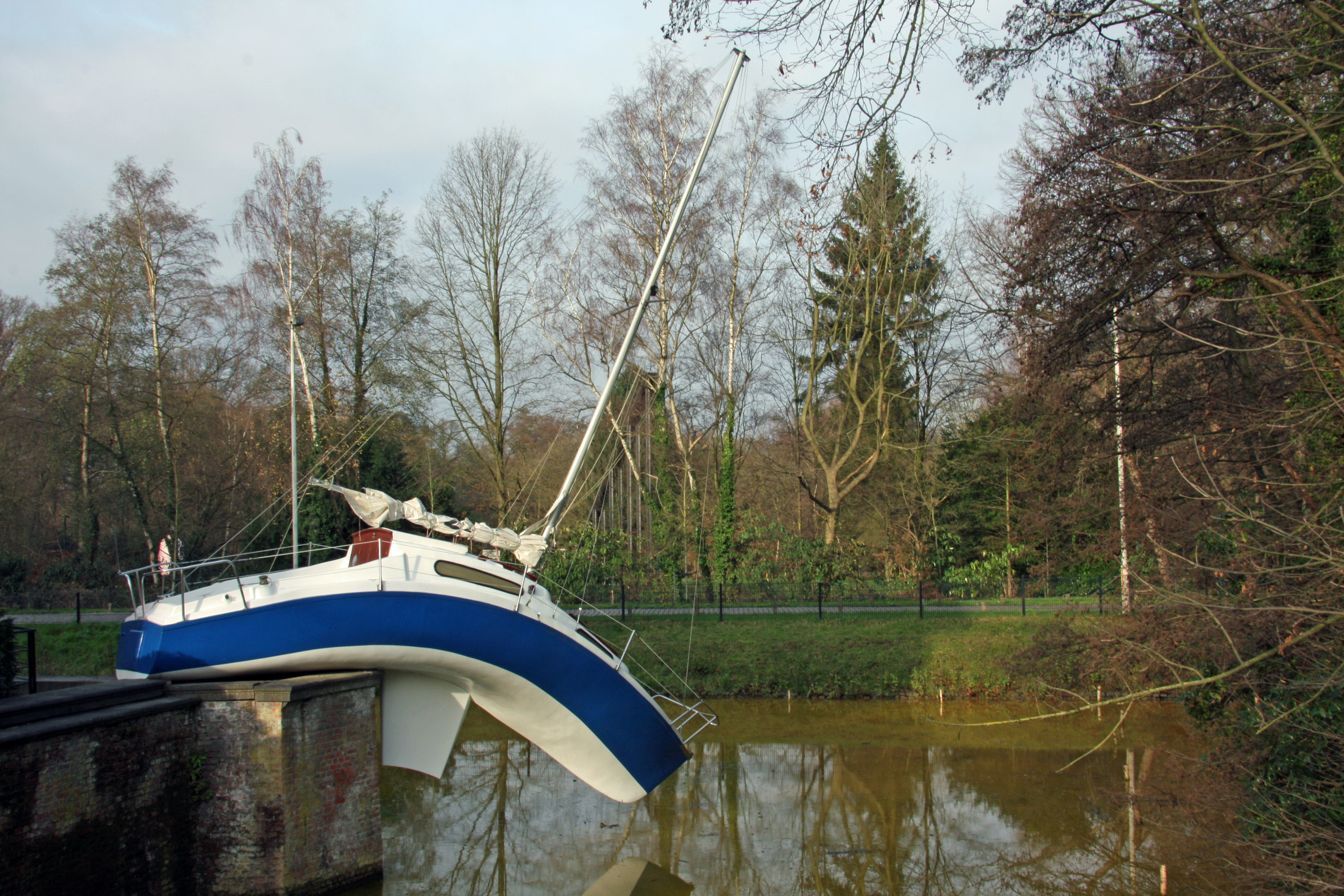
Misconceivable van Erwin Wurm
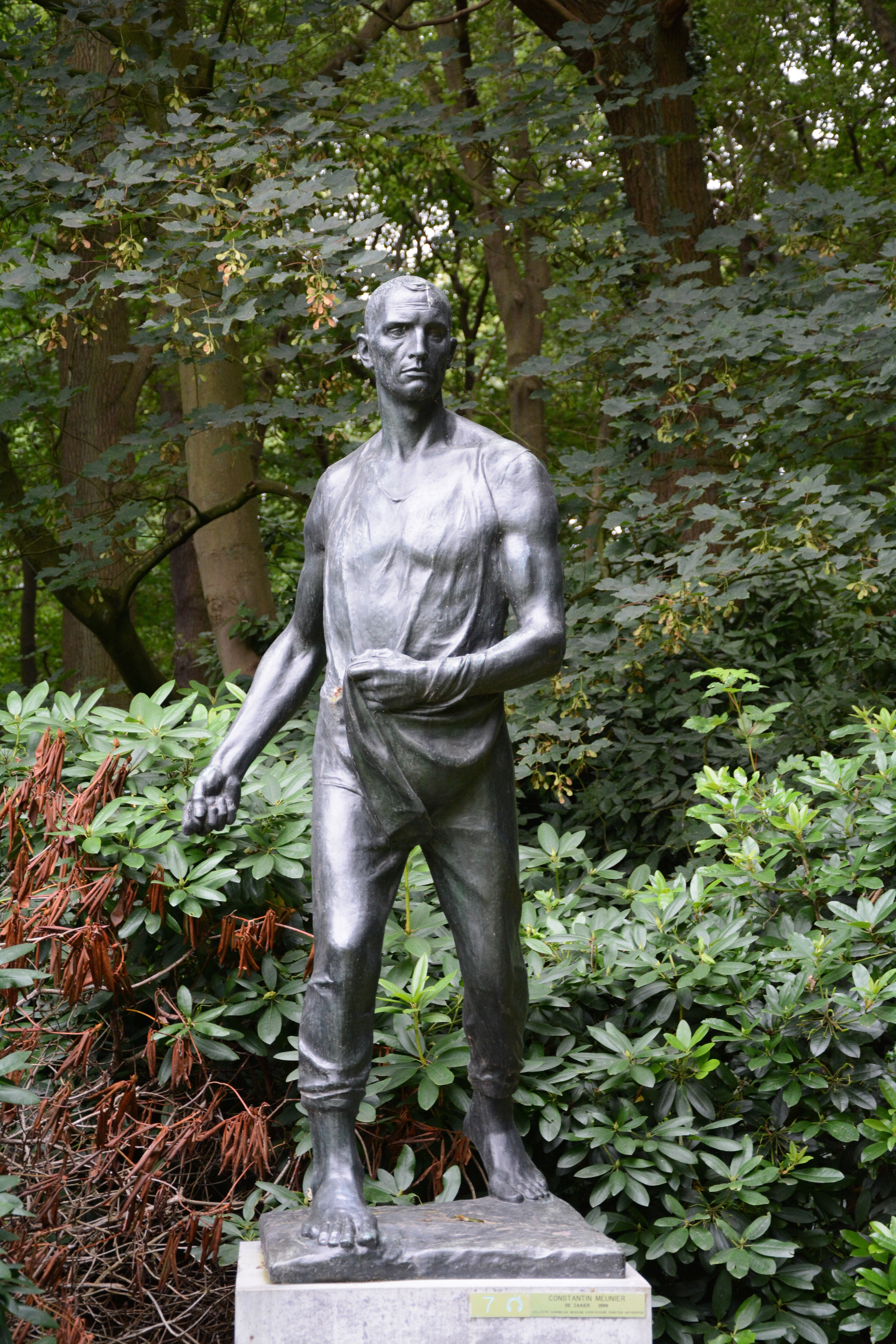
De Zaaier van Constantin Meunier
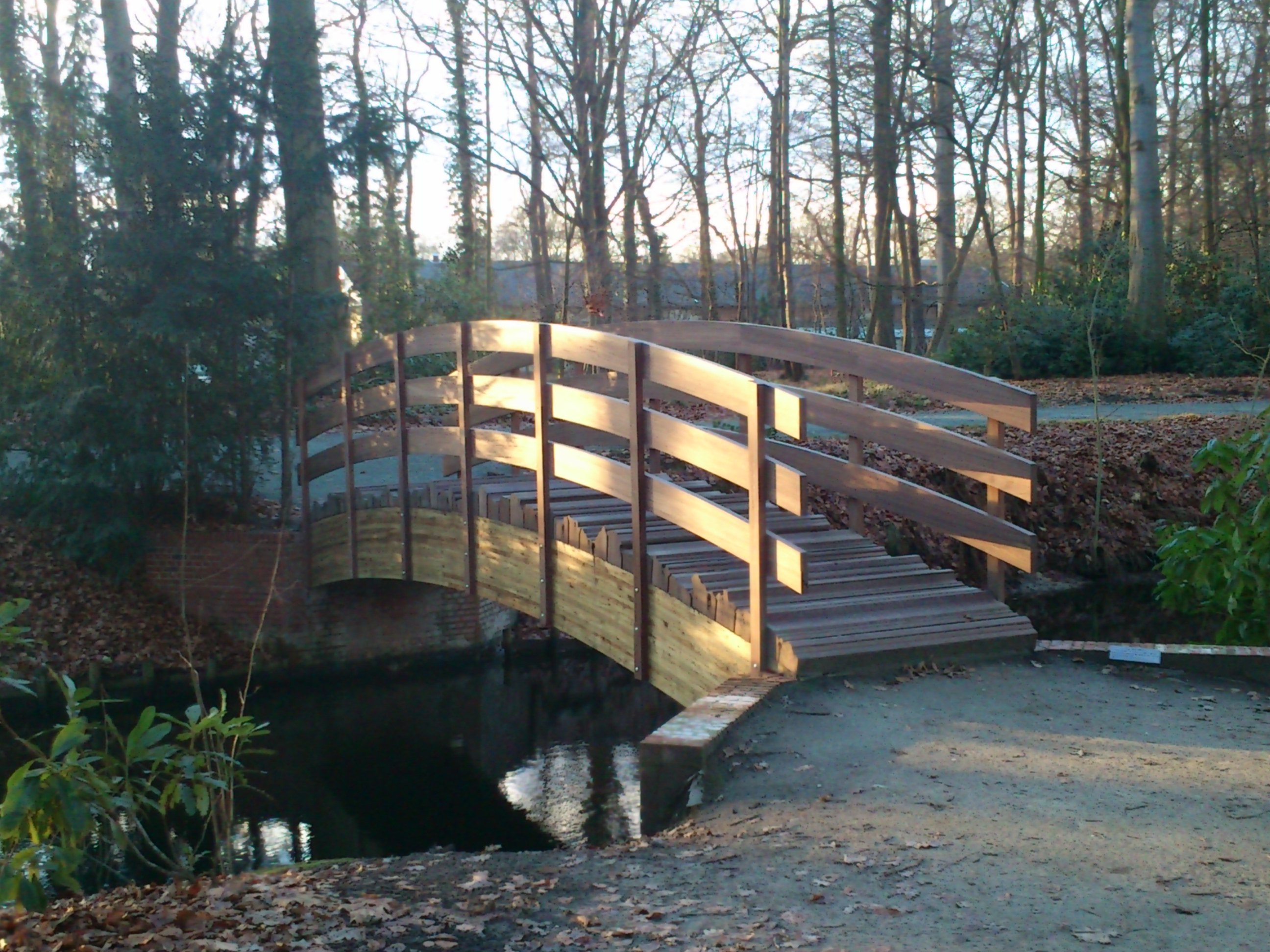
The Bridge without a name van Ai Weiwei
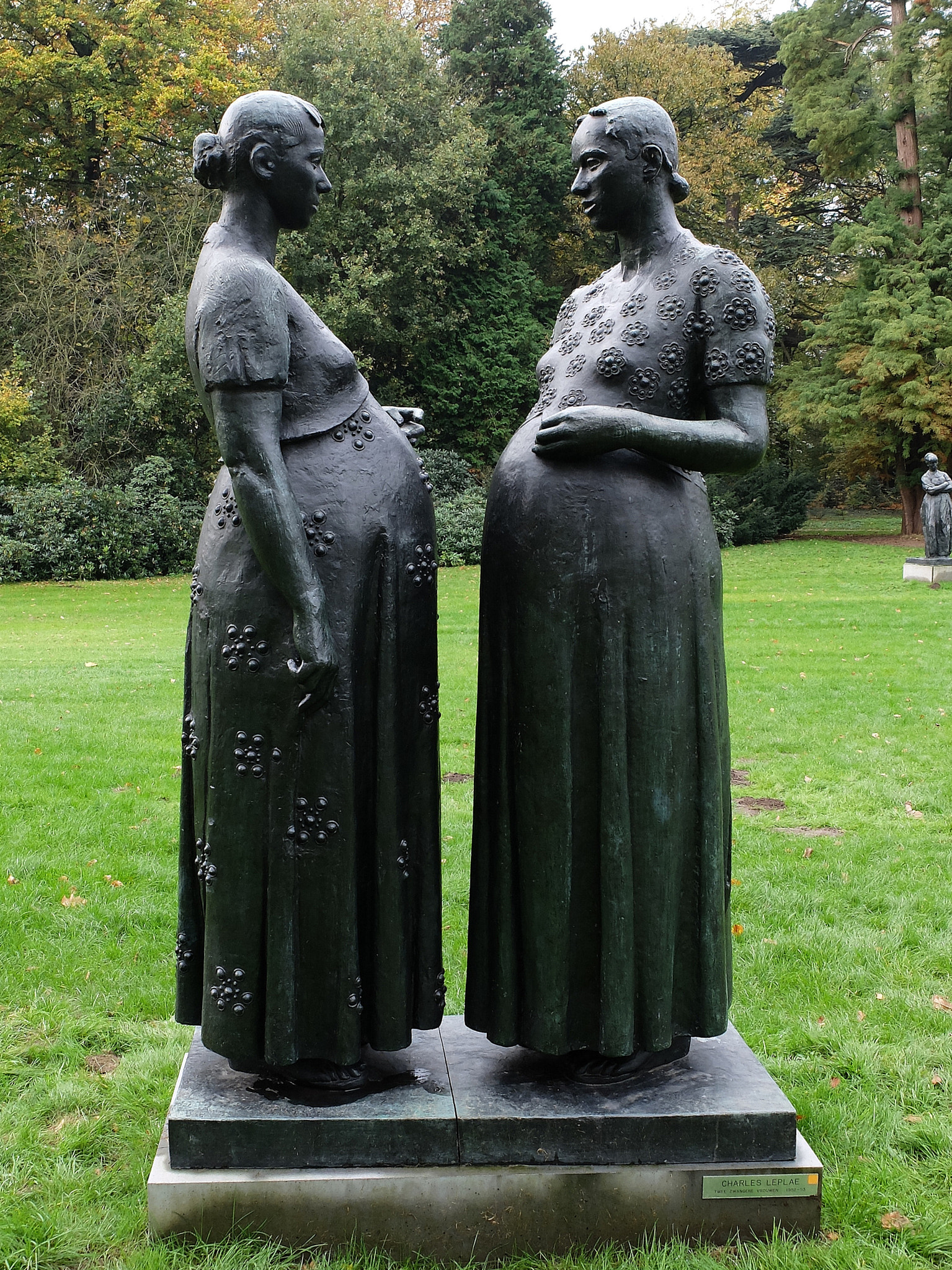
Twee zwangere vrouwen van Charles Leplae
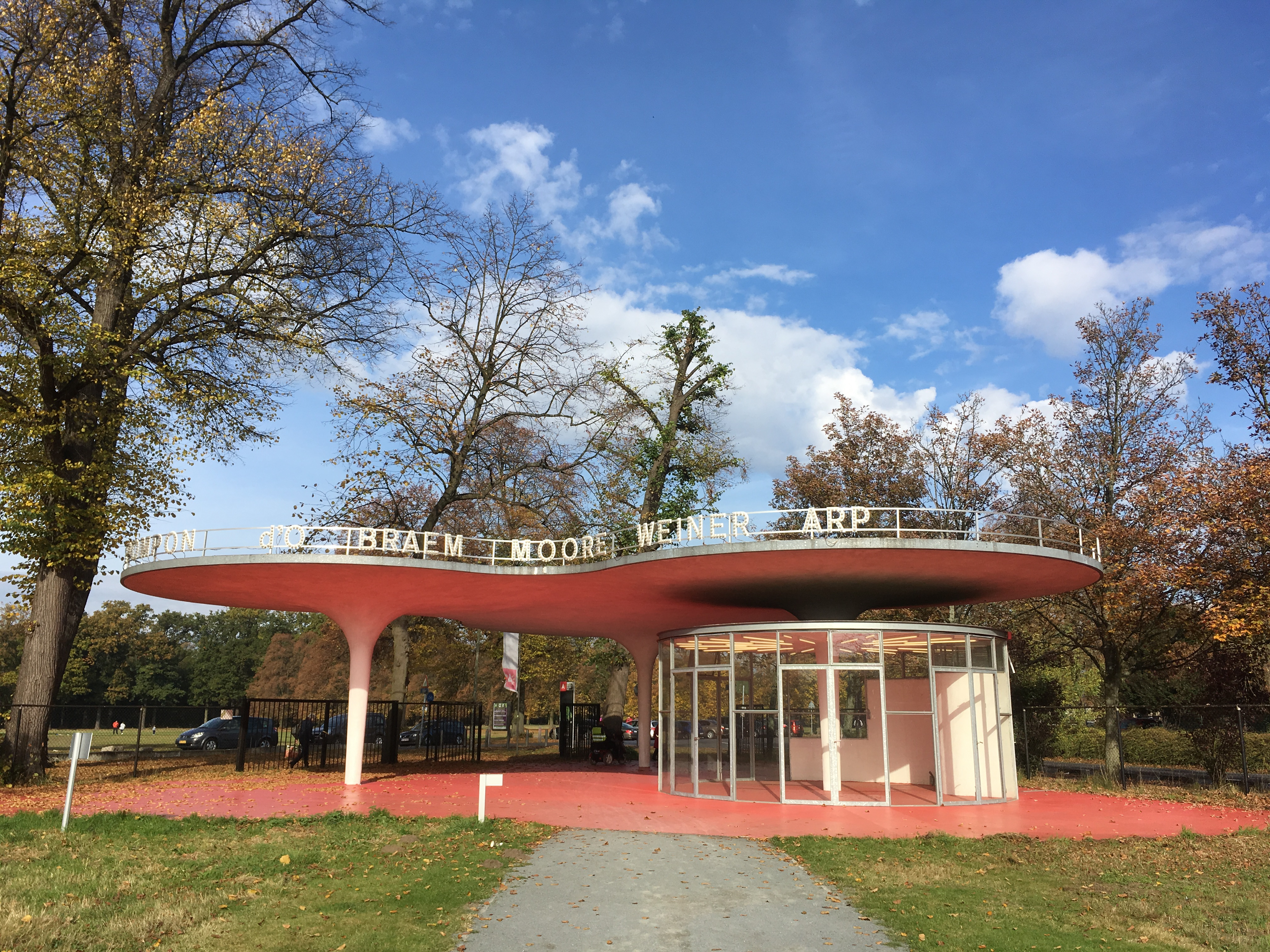
Artiesteningang van John Körmeling
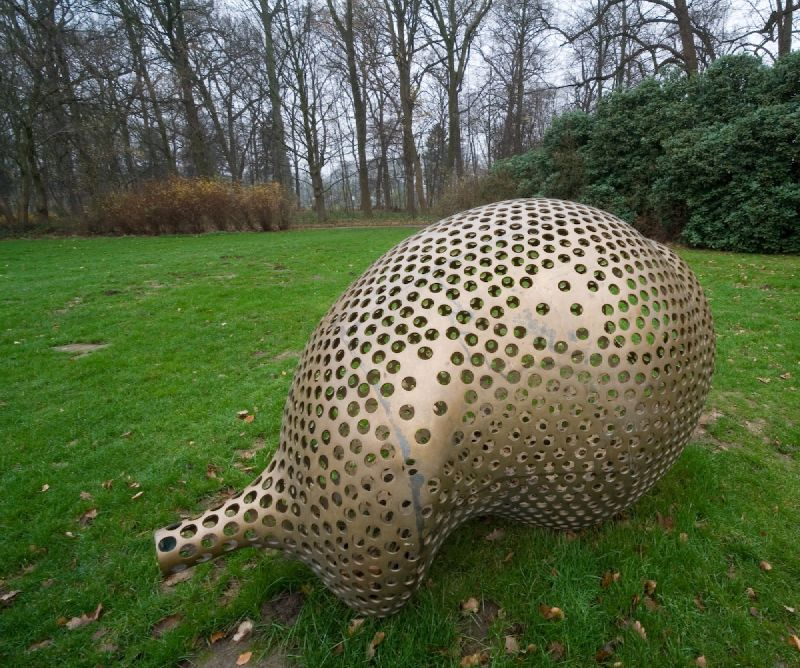
Envelope van Tony Cragg

## Natuur

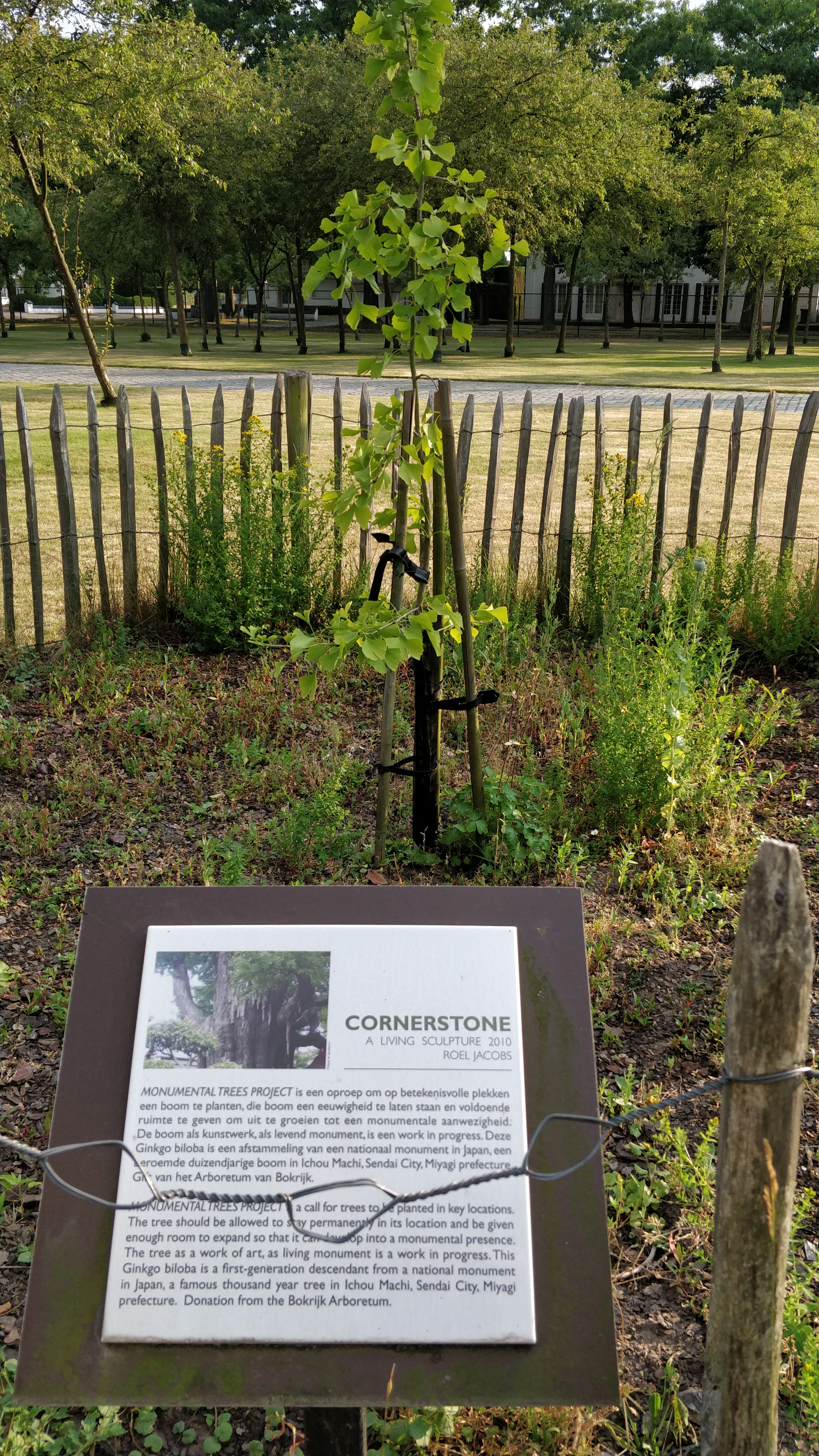
De Japanse notenboom van Roel Jacobs, geplant in 2010. Het is de enige boom uit het Middelheimpark die tot de collectie van het museum behoort.

Naast een beeldenpark is het domein Middelheim ook een natuurpark. In 1938 werd een boek uitgebracht over de flora en fauna in het park, Over planten en vogels uit de zuidelijke stadsparken te Antwerpen: Nachtegaal, Den Brand, Middelheim. Dit werd geschreven door René Verheyen. Onderzoek uit 1985 van de Koninklijke Belgische Botanische Vereniging leidde tot de ontdekking van drie destijds zeldzame planten in het Middelheimpark: wit hoefblad, overblijvende ossentong en klein springzaad.
Het monumentale bomenbestand heeft grote dendrologische waarde, en biedt bovendien nestgelegenheid aan tal van vogelsoorten. Zo zitten er broedende bosuilen in het Middelheimpark. Er zitten ook vossen en bunzings in de parkomgeving. Het park bestaat uit zeer veel verschillende boomsoorten, vaak exotisch en soms zeldzaam. Enkele soorten zijn zwarte populier, moerascipres, atlasceder, Chinese vernisboom en kansenboom. In 2010 werd een nieuw aangeplante Japanse notenboom als exoot opgenomen in de collectie als kunstwerk van Roel Jacobs. Tussen Middelheim-Hoog en Middelheim-Laag bevindt zich een dreef de Middelheimlaan met zomerlinden.
De bomen bieden naast nestgelegenheid ook een goede leefomgeving voor tal van korstmossen. In het park zijn een aantal zeldzame soorten aanwezig, waaronder geel boomzonnetje en twijgvlekje. Onderzoek van Natuurpunt uit 2018 wees uit dat er verschillende vleermuissoorten voorkomen in het Middelheimpark, waaronder ruige dwergvleermuis en watervleermuis. Ze onderzochten ook het voorkomen van vlindersoorten, en namen onder andere eikenpage en kleine ijsvogelvlinder waar.